# 長崎県指定文化財一覧
長崎県指定文化財一覧（ながさきけんしていぶんかざいいちらん）は、2001年以後に指定された長崎県指定の文化財や史跡等を一覧形式でまとめたものであるが、全てを掲載しているわけではない。

## 有形文化財

### 建造物

#### 寺院
興福寺・聖福寺とともに「三福寺」と呼ばれる崇福寺の建造物は、国宝（第一峰門・大雄宝殿）や国指定重文（三門・鐘鼓楼・護法堂）に昇格しているため、すべて一覧から外れている。興福寺もまた、大雄宝殿と媽姐門が国指定重文に昇格している。
- 興福寺山門（1959年（昭和34年）1月9日指定） - 長崎市寺町[1]

長崎の代表的な唐寺である興福寺は、棟ごとに文化財指定を受けている。
寛文3年（1663年）の大火で寺が全焼したのち、元禄3年（1690年）に再建されたのが現在の山門である。唐風を基調としながら細部に和様を取り入れた折衷型の門である。
- 興福寺媽姐堂（1962年（昭和37年）3月28日指定）

寛文3年の大火で寺が全焼したのちに再建された。再建時期は諸説あるが、正面の横額には寛文10年（1670年）の記録がある。媽姐は航海の守護を司る神として華南華僑の信仰を集めていたため、いち早く建築されたといわれる。
- 興福寺鐘鼓楼（1962年（昭和37年）3月28日指定）

寛文3年の大火で寺が全焼したのち、元禄4年（1691年）に再建された。たびたび改修され、軒周りの彩色彫刻と木部の朱塗り、鬼神と大黒天の鬼瓦など、統一感が失われている。梵鐘は太平洋戦争時に供出して喪失した。
- 晧臺寺（こうたいじ）山門・仁王門・大仏殿（2009年（平成21年）4月3日指定） - 長崎市寺町[4]

寛永3年（1626年）に現地に移転した曹洞宗の寺院で、市内の伝統的な和風寺院として重視される。山門はシンプルかつ重厚で装飾が少ない。仁王像が置かれる仁王門は県内最古。大仏殿には重文に追加指定された毘盧舎那仏像を据えている。
- 雄香寺開山堂（1987年（昭和62年）3月3日指定） - 平戸市大久保町[5]

平戸藩5代主松浦棟が元禄8年（1695年）に建立した雄香寺最古の建造物。「俊林山雄香寺御建立書」によれば的山大島の古寺であった江月庵を移し、臨済宗の寺として開山した。棟の号「雄香」は寺にちなみ、棟以後は菩提寺となる。開山堂は典型的な臨済宗の仏堂様式の入母屋造である。
- 阿弥陀寺万日堂（2000年（平成12年）2月22日指定） - 北松浦郡小値賀町笛吹郷[6]

本来は阿弥陀寺の堂宇ではなく鯨組の小田重利が正徳6年（1716年）に建立した私堂で、昭和36年（1961年）に小田家が阿弥陀寺に寄進した。記録が残る五島列島最古の建造物で、損傷も少なく、建立時の姿が比較的よく保たれており建築史上価値が高い。
- 明星院本堂（1986年（昭和61年）8月29日指定） - 五島市吉田町[7]

空海開山伝説があり、歴代福江藩主の祈願所であった。最古の再建記録は安永7年（1778年）。煤が生じる祈祷は別棟の護摩堂で行われたため、天井板の花鳥図や極彩色の柱など、往年の色彩が失われず残っている。

#### 社殿
| 名称                   | 位置               | 指定日        | 解説 |
| ---------------------- | ------------------ | ------------- | --- |
| 聖母宮本殿・西門・南門 | 壱岐市勝本町勝本浦 | 2004年2月25日 | 養老元年（717年）に創建された聖母宮のうち、戦国～江戸期に再建された3棟が指定された。本殿は平戸藩主松浦誠信により宝暦2年（1752年）再建された三間社流造の社。西門は加藤清正が天正20年（1592年）建立したとされ、南門も天正年間建立とされる。 |
| 大宮姫神社本殿         | 佐世保市竹辺町     | 2007年3月2日  | 中世に松浦党が相浦谷を開拓した際に創立したとする伝説がある。現存する社殿は延宝7年（1679年）上棟の札があり、県内最古の神社建築と推測される。全容は典型的な三間社流造で、細部の装飾技巧は江戸時代初期の様式を備えている。                   |
| 益冨家恵比須社霊殿     | 平戸市生月町壱部浦 | 2016年2月18日 | 2008年に指定された「益冨家住宅」に含まれていた恵美須神社が独立指定されたもの。江戸中期～明治初期に活動した鯨組主の屋敷神として文政8年（1825年）に落成した。小ぶりな一間社流造で、精巧な魚・龍・蛸の装飾が施されている。                   |

#### 教会堂
「長崎の教会群とキリスト教関連遺産」の世界遺産登録運動に際し、2023年現在、出津教会堂・大野教会堂・江上教会堂・頭ヶ島天守堂の4件が国指定に昇格している。2001年以前に国指定重文だった教会堂には、国宝の大浦天主堂、国重文の黒島天主堂・田平天主堂・旧五輪教会堂・青砂ヶ浦天主堂がある。
| 名称       | 位置             | 指定日        | 解説 |
| ---------- | ---------------- | ------------- | --- |
| 江袋教会   | 新上五島町曽根郷 | 2010年9月10日 | フランスのブレル神父指導の下、明治15年（1882年）に落成した。国内最古級の木造教会として維持されていたが、平成19年（2007年）に漏電火災で焼損した。燃え残った柱・梁・外壁を活用して3年がかりで修復され、再建を機に文化財として登録された。        |
| 宝亀教会   | 平戸市宝亀町     | 2003年3月25日 | 明治31年（1898年）、柄本庄一の施工で落成した。正面のみ煉瓦造りの木造瓦葺で、側面にベランダ状アーケードを持つ点がド・ロ式や鉄川式にない特徴である。木造から煉瓦造りに変化する過渡期の建築で、柱の飾り彫刻やステンドグラスも精巧に作られている。 |
| 堂崎教会   | 五島市奥浦町     | 1974年4月9日  | 明治40年（1907年）、鉄川与助の設計施工で落成した。煉瓦造り外装・木造内装で、ステンドグラスや蝙蝠天井など典型的な五島の教会堂の様式を保つ。過疎化が進んで巡回教会に落ちたが、創建時は修道院を持ち、五島の中心的教会だった。                     |
| 旧野首教会 | 小値賀町野崎郷   | 1989年3月31日 | 明治41年（1908年）、鉄川与助の設計施工で落成した。鉄川にとって最初の煉瓦積み教会堂で、五島の教会堂が木造から煉瓦造に変わる過渡期の堂宇。野崎島が無人島化して、教会堂としての機能は失われているため、町が維持管理している。                     |
| 大曽教会   | 新上五島町青方郷 | 2007年3月2日  | 大正5年（1916年）、鉄川与助の設計施工で落成した。極端に間口の狭い煉瓦積み堂宇で、玄関上部に四角柱・八角ドームの鐘塔が目立つ。色ガラスや彫刻飾りは落成時のものが現存している。                                                                  |
| 紐差教会   | 平戸市紐差町     | 2010年3月5日  | 昭和4年（1929年）に鉄川与助の設計施工で落成した。鉄川式唯一の鉄筋コンクリート構造教会で、関東大震災を教訓に普及し始めた耐震建築の初期例として重視される。煉瓦教会の形を継承しつつ耐震対策を講じ、実用性・芸術性を両立させた建築である。        |

#### 墓地
| 名称                                    | 位置                  | 指定日         | 解説 |
| --------------------------------------- | --------------------- | -------------- | --- |
| 東海の墓                                | 長崎市夫婦川町 春徳寺 | 1956年4月6日   | 慶安2年（1677年）、唐人二世の東海徳左衛門（徐徳政）が亡父徐敬雲と邦人の亡母を弔うために春徳寺に造営したといわれる。五輪塔を模し、石畳を張り、周囲の柱や欄干に細やかな彫刻が施された装飾性に富む唐風の墓標である。   |
| 本経寺大村家墓碑群墓石78基・石燈篭481基 | 大村市古町 本経寺     | 1964年10月16日 | 大村藩初代藩主大村喜前が慶長13年（1608年）に菩提寺として建立した本経寺に造営した墓所。歴代藩主13基・正側室16基・一族39基・家臣6基・法華塔4基の墓碑群と481基の燈篭で構成される。法華宗の寺だが十字紋燈篭も現存する。 |

#### 和風・唐風建築
一覧外の国指定和風建築・唐風建築としては、重要文化財には長崎の旧唐人屋敷門、県内最古の農家といわれる旧本田家住宅、対馬の代表的農家に位置づけられる主藤家住宅がある。登録有形文化財には、明治中後期の和洋折衷住宅である佐藤家5棟、明治後期の商家である江崎べっ甲店が挙げられる。
| 名称                                 | 位置                        | 指定日        | 解説 |
| ------------------------------------ | --------------------------- | ------------- | --- |
| 旧楠本家住宅                         | 大村市玖島                  | 2005年3月25日 | 東京府知事・衆議院議長を務めた旧大村藩士・楠本正隆の邸宅。明治3年（1870年）に落成した木造和風建築で、一部二階建の主屋と平屋の離れからなり、渡り廊下で結ばれる。敷地全体と合わせ、保存状態のよい武家屋敷として重視される。           |
| 旧松浦家住宅（千歳閣・九皐斎・玄関） | 平戸市鏡川町                | 2010年3月5日  | 平戸藩最後の藩主・松浦詮の私邸で、松浦史料博物館として活用されている。明治26年（1893年）に落成した木造和風建築で、内装には洋風の技巧を採用している。国登録有形文化財より独立した玄関・母屋（千歳閣）・書斎（九皐斎）から成る。      |
| 旧小田家住宅主屋・奥座敷・土蔵       | 小値賀町笛吹郷              | 2017年2月16日 | |
| 山下家のもと蔵                       | 佐世保市江迎町長坂 潜竜酒造 | 1975年1月7日  | 山下家が元禄年間に創業した潜竜酒造が所有する醸造倉庫。もと蔵は創業時から使用されてきたといわれ、一部の改造や補修を除くと、原型をよく留めている。樽の据付や作業に邪魔な柱を省略するため、中央の通し柱に梁桁を架ける構造を取る。      |
| 中島聖堂遺構大学門                   | 長崎市寺町 興福寺           | 1960年3月22日 | 正保4年（1647年）に儒学者の向井元升が後興善町に開いた孔子廟をルーツとし、正徳元年（1711年）より明治まで伊勢町に置かれた長崎聖堂の杏壇門。門扉に「大学」の一節が刻まれている。近代教育の普及で荒廃したため、興福寺に移築保存された。 |
| 旧日新館門                           | 対馬市厳原町中村            | 1970年10月6日 | 対馬府中藩藩主宗氏の中屋敷に造営された藩校日新館の門。日新館は元治元年（1864年）に開かれ、尊皇攘夷藩士の拠点となったが、僅か半年後の甲子事変で粛清された。老朽化のために解体され、平成5年（1993年）に復元された。                   |
| 興福寺三江会所門                     | 長崎市寺町 興福寺           | 1962年3月28日 | 明治10年代に興福寺玄関書院跡に建築された三江会（江南・江西・浙江出身者）華僑の集会所。三江会所は原爆により大破し、門だけが現存する。大雄宝殿改修に来日した唐匠の手によって建築されたため、純唐風である。                            |
| 椎根の石屋根倉庫                     | 対馬市厳原町椎根            | 1977年1月11日 | 大正15年（1926年）に落成した石造防火防風倉庫。椎根で多数建築されたが、昭和年間に多くが解体・改造された。島内産の頁岩を成型した石屋根、高床、細分化された間仕切と、原形を留める個人所有の1棟が指定された。                           |

#### 洋風建築

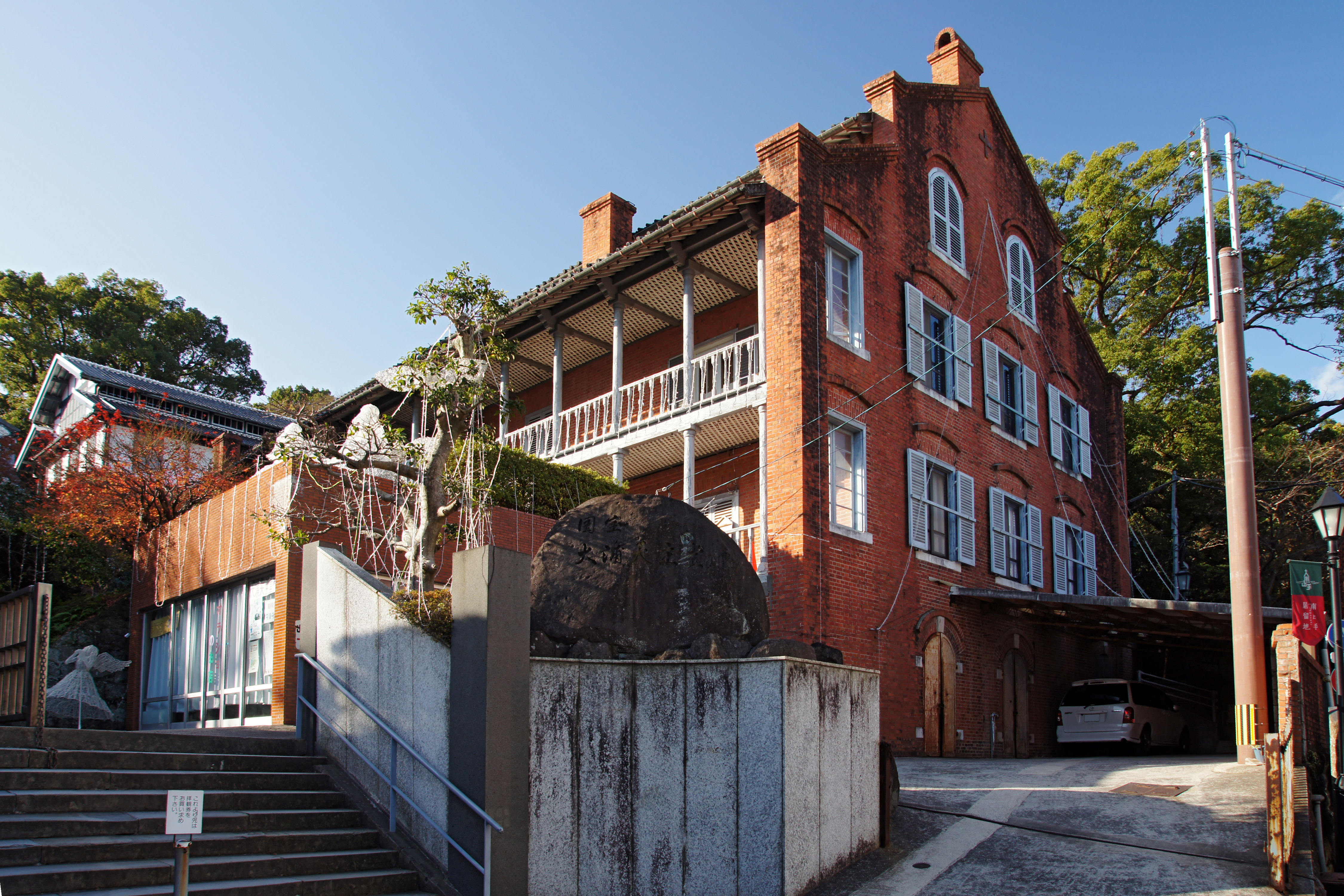
旧長崎大司教館

国指定重文の洋館は長崎市内の東山手・南山手に集中している。グラバー園の旧グラバー邸・旧リンガー邸・旧オルト邸をはじめ、旧羅典神学校・旧長崎英国領事館・旧長崎税関下り松派出所・東山手十二番館・旧香港上海銀行長崎支店・旧出津救助院が該当する。東山手・南山手は国選択伝統的建造物保存地区でもあり、登録有形文化財である邦人洋館住宅の池上家住宅もその一角に位置する。登録有形文化財には、佐世保鎮守府凱旋記念館も登録されている。写真の「旧長崎大司教館」は平成23年（2011年）に県指定を受けた新しい文化財である。
| 名称                     | 位置                 | 指定日        | 解説 |
| ------------------------ | -------------------- | ------------- | --- |
| 伊王島灯台旧吏員退息所   | 長崎市伊王島町伊王島 | 1982年7月22日 | 明治10年（1877年）に落成したコンクリート官舎で、輸入セメントを用いた。先んじて明治3年（1869年）に竣工した灯台と同じく、日本近代灯台の設計者リチャード・ブラントンの設計による。灯台は解体改修された。                  |
| 旧長崎税関口之津支署庁舎 | 南島原市口之津町甲   | 1990年3月30日 | 明治32年（1899年）に落成した木造洋館。遠浅の有明海に入港できない大型船が三池炭鉱の石炭を小型船から積み替える中継港の時代に建築された。庁舎内の検査場を転用し、口之津歴史民俗資料館として公開されている。               |
| 旧松浦炭坑事務所 一棟    | 佐世保市世知原町栗迎 | 1975年9月2日  | 明治45年（1912年）に落成した石積洋館。石橋の多い世知原地区を代表する石造建築で、現地で切り出した砂岩で構成される。昭和45年（1970年）に閉山するまで本部事務所として機能した。世知原歴史民俗資料館として公開されている。 |
| 旧長崎大司教館           | 長崎市南山手町       | 2011年3月4日  | 大正4年（1915年）に落成したド・ロ神父設計・鉄川与助施工による煉瓦積洋館。昭和34年（1959年）に長崎司教の敬称が「大司教」となって現在の名称となった。斜面上にありながら、フロアのサイズを変えて3階建てに仕上げてある。   |

#### 土木建築
住居を除く土木建築物で国指定重文となっているのは、3基の石造アーチ橋（長崎の眼鏡橋・諫早の眼鏡橋・平戸の幸橋）である。異色の建築物といえるのが、有田焼の部品を組み上げて作られた登録有形文化財・長崎市の宮地嶽八幡神社陶器製鳥居である。
| 名称            | 位置               | 指定日        | 解説 |
| --------------- | ------------------ | ------------- | --- |
| 今屋敷の防火壁  | 対馬市厳原町今屋敷 | 1986年1月10日 | 天保12年（1841年）より厳原城下で整備が始まった防火壁のうち、天保15年（1844年）築造の刻印がある区画が指定された。高さ4メートル・厚さ1.5メートルの石垣を町割ごとに巡らして類焼を防いだ。多くが撤去され、指定区画のほか数箇所残存する。 |
| 有馬の石橋群5橋 | 南島原市北有馬町乙 | 2019年2月14日 | |

### 絵画

#### 仏画・神画
国指定重文の仏画には、長崎清水寺の「絹本著色不動明王三童子像」、崇福寺の「絹本著色仏涅槃図一幅」、平戸最教寺の「絹本著色仏涅槃図一幅」の3点がある。
| 名称                     | 位置                                  | 指定日        | 解説 |
| ------------------------ | ------------------------------------- | ------------- | --- |
| 文珠菩薩絵像 一幅        | 平戸市鏡川町 松浦史料博物館           | 1968年4月23日 | 平戸松浦家に代々伝わっていた鎌倉時代末期作成と推測される仏画。髪に八仏を置き、獅子に座った「八字文殊菩薩騎獅像」で、八天童子を率いた妙童子の形相で描かれている。増益・息災・降伏の修法に用いられた。            |
| 安国寺什物 10点          | 壱岐市芦辺町深江栄触 安国寺           | 1975年1月7日  | 古刹安国寺に室町時代より伝わる絵画5点・書状3点・工芸品2点を一括指定した。絵画はすべて絹本着色（羅漢像2幅・羅漢請雨図・十六善神図・釈迦文殊普賢三尊図）。書状は住職任命書2通と寺領書、工芸品は雲板と鈴からなる。 |
| 醴泉院の釈迦十六善神図   | 対馬市厳原町今屋敷 対馬歴史民俗資料館 | 1980年2月29日 | 南北朝時代に京で描かれたと推測される仏画。面相は鎌倉風だが、南北朝の金泥彩色技法が用いられる。中央の釈迦如来と左右の文殊菩薩・普賢菩薩は状態が良いが、最下段の十六善神は褪色が激しい。                          |
| 醴泉院の涅槃図           | 対馬市厳原町今屋敷 対馬歴史民俗資料館 | 1980年2月29日 | 箱書の享禄3年（1530年）頃に描かれたと推測される仏画。全体構成は一般的な涅槃図を踏襲しているが、沙羅双樹の写実性や太さの変化に富む枠線、彩色の濃淡など、桃山時代から本格化する写実表現が現れつつある。           |
| 聖福寺の涅槃図           | 長崎市玉園町 聖福寺                   | 2003年3月25日 | 明朝末期から清朝初期にかけて浙江省で作成され、元禄2年（1689年）に聖福寺へ寄進された涅槃図。釈迦が横たわる場所が宝床台の上、足を伸ばさず左膝を立てるなど、浙派系仏画に見られるパターン破りの構図を取る。         |
| 春徳寺の涅槃図           | 長崎市夫婦川町 春徳寺                 | 2003年3月25日 | 明朝末期から清朝初期にかけて浙江省で作成され、春徳寺へ寄進された涅槃図。同時に指定された先述の聖福寺涅槃図と酷似しており、同様に浙派系仏画に見られるパターン破りの構図を取り、道教思想の混入が見られる。        |
| 絹本著色高野四社明神像   | 壱岐市芦辺町住吉東触 住吉神社         | 1975年3月4日  | 芦辺出身・大阪在住の大谷六左衛門が明治27年（1894年）に奉納した丹生明神・高野明神・蟻通明神・弁財天の四柱を描いた図。大谷が関西方面で入手した室町時代中期の作品で、絹に金泥多彩な色を載せている。                |
| 冷泉為恭筆法然上人行状絵 | 長崎市鍛冶屋町 大音寺                 | 1960年3月25日 | 幕末の絵師冷泉為恭が嘉永年間に模写した幕末復興大和絵。原画は土御門天皇が描かせた「円光大師行状図」で、円光法師こと法然の生涯を描いた12幅仕立238図の巻物。京で活躍した為恭の肉筆が長崎に移った経緯は定かでない。 |

#### キリスト教版画
国指定重文としてのキリシタン聖画・版画は2001年現在では存在しない。
| 名称                           | 位置                            | 指定日        | 解説 |
| ------------------------------ | ------------------------------- | ------------- | --- |
| 銅版画「セビリアの聖母」       | 長崎市上野町 カトリックセンター | 1960年7月13日 | 慶長2年（1597年）に有馬のセミナリオで制作された版画。原画はセビリア大聖堂壁画をもとにオランダ人ヴィレックスが制作した版画である。明治2年（1868年）、マニラでプチジャン神父が発見し、長崎に持ち帰った。            |
| 銅版画「聖家族」               | 長崎市上野町 カトリックセンター | 1960年7月13日 | 慶長元年（1596年）に有家で制作された版画。原画は1584年に刊行されたマルタン・ド・ヴォスの聖家族図で、原画とは左右が反転している。明治2年（1868年）、マニラでプチジャン神父により発見され、大浦天主堂に献納された。 |
| 木版画筆彩「煉獄の霊魂の救い」 | 長崎市西出津町 出津修道院       | 1971年2月5日  | 明治10年代にド・ロ神父が布教用に作成依頼した版画。依頼された絵師や彫師は不明だが、版木は大浦天主堂に保管されている。枠線を凸版木版で印刷したのち、枠線内を彩色したもので、類品は長崎・熊本県下に散在する。        |
| 浦頭教会聖教木版画（筆彩三幅） | 五島市奥浦町 堂崎教会           | 1977年1月11日 | 明治10年代にド・ロ神父が布教用に作成依頼した版画。出津修道院に残存していない「善人の最後」「悪人の最後」「最後の審判」の三点セットが浦頭教会に残存していた。製作技法と目的は出津のド・ロ版画と同じ。              |

#### 世俗画
国指定重文の絵画には、南蛮貿易で持ち込まれた洋画の「紙本著色泰西王侯図他六曲屏風」がある。国認定旧重要美術品には、「紙本著色瀉血手術図」・「紙本著色唐蘭館の図2巻」・「紙本著色南蛮人来朝図之屏風」の3件がある。
| 名称                  | 位置                        | 指定日        | 解説 |
| --------------------- | --------------------------- | ------------- | --- |
| 絹本著色松浦義像      | 平戸市鏡川町 松浦史料博物館 | 2007年3月2日  | 「肥前赤烏帽子」の逸話で知られる15世紀の松浦党棟梁松浦義の肖像画。応仁の乱以前の室町時代に描かれた数少ない武士像の一つで、九州最古とも言われる。賛文から15世紀前半の作と推測され、技巧から京の絵師によって描かれたと推測される。 |
| 異国船絵巻 一巻       | 平戸市鏡川町 松浦史料博物館 | 1968年4月23日 | 平戸藩の楽歳堂文庫に収蔵されていた異国船の写生図。朱印船貿易時代に長崎港へ来航した南京・厦門・シャム・ジャガタラ・寧波・福州・台湾・広東・オランダの商船を描いたもので、帆船の構造や装飾を示す資料として珍重される。             |
| 原城攻囲陣営並城中図  | 平戸市鏡川町 松浦史料博物館 | 1968年4月23日 | 平戸藩の楽歳堂文庫に収蔵されていた島原の乱の原城攻略図。同一図面に城内の見取図と幕府軍の陣立てから、落城後の焼却や処刑までの戦況を描き込み、短冊状の付箋紙で解説を加える。攻防や処分の実態を探る資料として珍重される。           |
| 長崎日蘭貿易絵巻 一巻 | 平戸市鏡川町 松浦史料博物館 | 1968年4月23日 | 18世紀終盤、平戸藩主松浦清が唐絵師の広渡湖秀に描かせた風景画。出島の鳥瞰図で、日蘭貿易の様子のみならず、出島の町割やオランダ商人の姿・生活様式が詳細に描かれ、出島の状況を伝える良好な資料と位置づけられる。                     |
| 長崎日清貿易絵巻 三巻 | 平戸市鏡川町 松浦史料博物館 | 1968年4月23日 | 19世紀序盤、平戸藩主松浦清が購入した作者不明の風景画。日蘭貿易絵巻と同様に、長崎唐人屋敷の内部を詳細に描いてあり、唐人屋敷の生活や習俗が表現された良好な史料と位置づけられる。                                                   |
| 天井絵                | 長崎市脇岬町 観音寺         | 1958年6月5日  | 弘化3年（1846年）、観音寺本堂に張られた1尺4寸四方の天井板150枚に描かれた花卉図。川原慶賀と清人蘭徴の各4枚以外は無銘だが、石崎融思・融済・融吉を中心とした石崎一門が作成を主導していることが書付から断定できる。                  |
| 永島キク刀自絵像      | 長崎市立山町 県立美術博物館 | 1988年9月30日 | 川原慶賀が描いた老女永島キクの肖像画。絵画としては細やかな表情の描写が評価される。資料としては慶賀の生年を天明6年（1786年）と推定する唯一の資料で、落款の「75歳」と中島広足による万延元年（1860年）の讃文から逆算する。          |

### 彫刻

#### 塑像仏・彫像仏
国指定重文の彫像仏は、長崎市脇岬町観音寺の木造千手観音立像1件のみである。
| 名称                                 | 位置                        | 指定日        | 解説 |
| ------------------------------------ | --------------------------- | ------------- | --- |
| 崇福寺本堂の仏像群                   | 長崎市鍛冶屋町 崇福寺       | 1960年7月13日 | 大雄宝殿に安置された釈迦如来と迦葉・阿難両脇侍、十八羅漢の乾漆像21躯を一括指定。釈迦像に収められた五臓六腑に承応2年（1653年）、羅漢像寄進者名巻子に延宝5年（1677年）の記録があり、明朝末期の中国人仏師の作品と見られる。   |
| 法清寺観音堂の木彫仏像 15体〔附〕2件 | 対馬市厳原町樫根 法清寺     | 1973年5月18日 | 平安時代に国内で開眼したと推測される仏像群。明治21年（1888年）に鶴野の観音堂から法清寺本堂に移されたため、本尊の千手観音とは関連性がなく、時期や大きさもまちまちで15躯に統一規格はない。本土に見られない土着の形相が特徴。 |
| 明星院の木造阿弥陀如来立像           | 五島市吉田町 明星院         | 1977年7月29日 | 国指定重文の銅造如来立像とともに、明星院の代表的な仏像。前後の胴に頭部を差した寄木造の檜製木像である。由緒は不明だが、中空部に正平3年（1358年）・文明9年（1477年）・天正3年（1581年）の墨書が穴から確認できる。            |
| 長徳寺の木造阿弥陀如来立像           | 壱岐市芦辺町箱崎中山 長徳寺 | 1974年10月8日 | 平安末期の開眼と推測される全高1m弱の阿弥陀如来。来迎印を結ぶ左手の指が欠損している。平安期の日本では省略されることの多い腹前の結び紐が彫られており、省略しない習慣が強かった大陸の影響があると推測されている。             |
| 定光寺の木造宝冠釈迦如来坐像         | 壱岐市芦辺町湯岳本村 定光寺 | 1974年10月8日 | 南北朝時代の開眼と推測される全高1m弱の釈迦如来。髪型と宝冠は菩薩形だが、全身の衣や禅定印は如来の相で、密教で信仰された華厳の釈迦像と見られる。宋朝の影響を受けた鎌倉彫刻を継承した畿内の仏師が彫ったといわれる。           |
| 菩提寺の木造薬師如来坐像             | 長崎市深堀町 菩提寺         | 2007年3月2日  | 平安時代の開眼と推測される薬師如来。典型的な藤原様式の座像で、長崎市内では古い木彫像とみなされる。一部に修補付加された痕跡が見受けられる。                                                                                 |
| 大雄寺の十一面観世音菩薩坐像         | 諫早市西小路町 諫早市郷土館 | 1977年5月4日  | 竜造寺家晴が入手し、城山の慈現院に安置していたものを諫早茂行が元文4年（1740年）に大雄寺に移したとされる全高32センチの十一面観音像。県内では制作年代が明確な数少ない仏像で、永正10年（1513年）11月18日の銘文を持つ。        |
| 阿弥陀寺の木造十一面観世音菩薩坐像   | 平戸市野子町 阿弥陀寺       | 1974年10月8日 | 開眼時期は不明だが、様式から畿内の仏師による作品と推測される全高55センチの像。檜寄木造で漆箔・黒漆塗で装飾も細やかに作られている。                                                                                         |
| 和銅寺の十一面観世音菩薩立像         | 諫早市高来町法川 和銅寺     | 1973年5月18日 | 行基が開眼したとする伝説があり、行基七観音の一つに数えられる。室町時代に制作されたと思われる楠材の木彫仏。補修の痕跡が少なく、開帳は60年に一度の秘仏として厳重に保存されているため、開眼時の状況がかなり保存されている。   |
| 法清寺観音堂の木造千手観音立像1体    | 対馬市厳原町樫根 法清寺     | 1988年9月30日 | 平安時代末期に開眼したと推測される千手観音像。法清寺の本尊だが、文化財指定は鶴野観音堂から移した15躯より15年遅れた。檜製寄木割矧技巧を用い、部品を精巧に組み合わせている。ただし頭上にあるべき十一面が失われている。       |
| 寿昌寺の如意輪観音坐像               | 松浦市志佐町里免 寿昌寺     | 2014年3月25日 | 康永3年（1344年）に開眼した高さ78cmの如意輪観音像。体内に銘文が残され、開眼年のほかに志佐有の発願・仏師幸心の作であることが判明している。前後を貼り合わせた寄木作りで、表面の金箔や眼の水晶などが良好に保存されている。    |
| 円光寺の木造不動三尊像               | 壱岐市郷ノ浦町大原 円光寺   | 1980年2月29日 | 平安時代末期に開眼したと推測される不動明王と室町末期～江戸初期に追加された脇侍からなる。不動明王は檜製割矧技法で作られた全高164センチの巨像。脇侍は伊勢童子と春日童子と推測され、楠材一本から同時に彫り出した。            |

#### 金造仏
鋳造によって作られた国指定重文の仏像は、五島市明星院の銅造如来立像、新上五島町極楽寺の銅造如来立像、対馬市黒瀬観音堂の銅造如来坐像、対馬市海神神社の銅造如来立像の4件がある。
| 名称                                       | 位置                            | 指定日         | 解説 |
| ------------------------------------------ | ------------------------------- | -------------- | --- |
| 浄漸寺の銅造如来坐像                       | 佐世保市上原町 浄漸寺           | 1999年2月17日  | 14世紀後半に高麗で鋳造されたと推測される全高60センチの如来像。来日の経緯は不明。慶長10年（1605年）平戸の勝音寺が焼失したため、本尊を浄漸寺に移したといわれる。昭和28年（1953年）盗難に遭い、その際に両手両耳が欠損した。                                |
| 鷹島の銅造如来坐像 一体                    | 松浦市鷹島町原免                | 1974年10月8日  | 江戸時代末期に漁師が引き上げた元寇沈船の仏像。軍船内に安置されていたとみられる。長らく海底に沈んでいたが、損傷は少なく、額の白毫も残存している。高麗前期の鋳造だが、表情や衣の表現が中国的で、印相も来迎印を取る。                                      |
| 黒崎釈迦堂の銅造如来形坐像                 | 壱岐市郷ノ浦町新田触 高源院     | 1977年1月11日  | 高麗後期に鋳造されたと推測される全高67センチの如来像。像の底に釘跡が残っていることから、かつて底板が張られていたことが予想され、内部空洞に供物があった可能性も指摘される。指先を別の鋳型で鋳込み、本体に釘留めしている。                                |
| 金蔵寺の銅造如来形坐像                     | 壱岐市勝本町新城西触 金蔵寺     | 1977年1月11日  | 高麗後期に鋳造されたと推測される全高73センチの如来像。来日の経緯は不明。釈迦院本尊として迎えられ、本宮寺本尊を経て明治期に金蔵寺へ渡った。両手は全身とは別の鋳型で作られ、銅釘で留めてある。全身部の鋳込みはやや粗雑で補修痕もある。                    |
| 大興寺の銅造如来形坐像（本尊他2躯）        | 対馬市厳原町久根浜 大興寺       | 1980年10月24日 | 高麗前期に鋳造されたと推測される全高78センチの本尊と、高麗後期～末期に追加された如来坐像2躯。追加如来と本尊に関連性はない。本尊の造形は新羅末期以後の動的な手足のポーズや鋭い表情が継承され、大型の像と相まって躍動的である。                           |
| 普光寺銅造如来形坐像                       | 対馬市峰町吉田 普光寺           | 1975年3月4日   | 元朝支配以後の高麗で鋳造されたと推測される如来像。来日の経緯は不明。頭頂が円錐形に尖っていること、襟の開きが狭いこと、裾のたわみが小さいことなど、ラマ教の仏像の影響を受け、温厚な高麗仏と異なった謹厳な姿をしている。                                  |
| 福泉寺金銅如来立像                         | 対馬市厳原町久根田舎 福泉寺     | 1993年2月24日  | 8世紀後半に新羅で鋳造されたと推測される全高35センチの如来像。来日の経緯は不明。30センチ前後の如来立像は新羅盛期には少ないといわれる。光背が失われているほかには損傷は少なく、新羅仏特有の精緻な衣文や華美な台座装飾が伝わっている。                     |
| 旧金泉寺の銅造如来坐像                     | 松浦市星鹿町岳崎免 智福寺       | 2006年3月3日   | 高麗前期に鋳造されたと推測される如来像。来日の経緯は不明。金泉寺は明治5年（1872年）に廃寺となり、智福寺が保管している。大型の鋳造仏であるため、内側には鋳型の姿勢を保持するために並べられた長方形の型持ち跡が幾つか残っている。                         |
| 大聖寺の銅造大日如来坐像                   | 平戸市木場町 大聖寺             | 2004年2月25日  | 大聖寺を開山した住職の経歴を理由に、文禄・慶長の役で朝鮮から簒奪した渡来仏と長らく推測されていた平安後期の国産金造仏。穏やかな表情や平行の裳襞をはじめとする様式は典型的な藤原様式で、木彫仏全盛期の藤原時代には数少ない金造仏として重視される。        |
| 慈光寺の金銅阿弥陀如来坐像                 | 松浦市御厨町中野免 慈光寺       | 2008年2月22日  | 昭和58年（1983年）に慈光寺の池に沈んでいたところを発見された高麗時代中期の像。本尊として安置されていた記録がないため、来日の経緯から池に投棄された事情まで一切の経歴は不明。釣り目ながら穏やかな表情を湛えた高麗期特有の姿をしている。                  |
| 円通寺銅造薬師如来坐像                     | 対馬市峰町佐賀 円通寺           | 1975年1月7日   | 高麗後期に鋳造されたと推測される如来像。光背と台座は失われ、代わりの台座に載せ替えられているが、像そのものは鍍金の剥離や本体の損傷も少なく、総数の少ない高麗後期の薬師如来の中でも希少な像である。                                                      |
| 長崎晧台寺の大仏（毘盧舎那仏坐像及び基台） | 長崎市寺町 晧臺寺               | 2012年2月24日  | 延宝5年1677年、逆流住職の発願で鋳造された全高3.6メートルの毘盧舎那仏。佐賀の鋳物師による作品とされるが、デザインは宝冠を頂き、朱で着色された唐風の坐像。蓮華を模した青銅の基台も同時に指定され、基台を含めると高さ6メートルを超える。                   |
| 金谷寺の銅造菩薩形坐像                     | 壱岐市郷ノ浦町物部本村触 金谷寺 | 1980年2月29日  | 高麗で鋳造されたと推測される全高73センチの像。ほぼ同型の像が糸島市の夷巍寺にあり、関連性が問われる。口元を結んだ謹厳な表情が一般的な高麗仏と違う特徴。首筋から胸を回る円状に小穴があり、かつて実際に瓔珞が挿してあったと想像される。                    |
| 平戸市普門寺の金銅菩薩立像                 | 平戸市木ヶ津町 普門寺           | 1986年1月10日  | 奈良時代末期に鋳造されたと推測される全高25センチほどの菩薩像。表現技法がパターン化され、天衣が肩に掛かっていないことや腹帯が途中で切れていることなど、奈良末期の写し崩れを踏襲している。蓮台と一体成型された鋳型で作られている。                        |
| 法清寺の銅造菩薩立像                       | 対馬市厳原町樫根 法清寺         | 1986年1月10日  | 朝鮮三国時代に鋳造されたといわれる手乗りサイズの銅像で、来日の経緯は不明。面長で彫り浅く、身を少しよじった細身の立像で、底の広い蓮華座に立つ。小型のために一つの鋳型で台座ごと鋳造され、脚部は省略されてつながっている。                                |
| 観音寺の観世音菩薩坐像                     | 対馬市豊玉町小綱 観音寺         | 1973年5月18日  | 元朝紀元の天暦3年（1330年）、高麗の浮石寺のために鋳造された旨が空洞内に納められた結縁文から読み取れる。来日の経緯は不明。高麗仏特有の穏やかな微笑を湛えつつも、衣紋の表現は細やかで、装飾性を志向していると考えられる。2012年に韓国人窃盗団に盗まれた。 |
| 銅造弥勒菩薩半跏思惟像                     | 長崎市西坂町 26聖人記念館       | 1982年1月25日  | 朝鮮三国時代に鋳造されたといわれる手乗りサイズの銅像で、来日の経緯は不明。昭和55年（1980年）、隠れキリシタンの子孫が教会に寄進した。イエスの代わり仏として、救世信仰がある弥勒菩薩が崇拝されてきたことを示している。                                    |
| 牟田観音堂銅造半跏思惟像                   | 松浦市星鹿町牟田免              | 1993年2月24日  | 朝鮮三国時代に鋳造されたといわれる手乗りサイズの銅像で、来日の経緯は不明。王冠や着衣、半跏思惟のポーズから弥勒菩薩と見なされる。長らく牟田免に伝わり、共同管理・共有財産とされる。小型のために装飾の省略や細部の溶解はある。                            |
| 大興寺の銅造誕生仏                         | 対馬市厳原町久根浜 大興寺       | 1980年10月24日 | 高麗前期に鋳造されたと推測される釈迦誕生像。4月8日の灌仏会にて甘茶を掛けるために用いられる。用途が限られるために細かな細工は少ないが、釈迦像の特徴を端的に表現している。蓮華の台座も含めて一つの鋳型で鋳造している。                                    |

#### 仏像を除く彫刻
一覧にない国指定の重要文化財はすべて仏像である。
| 名称                   | 位置                        | 指定日        | 解説 |
| ---------------------- | --------------------------- | ------------- | --- |
| 海神神社木造仮面 3面   | 対馬市峰町木坂 海神神社     | 1974年7月2日  | 中世に作られ、海神神社をはじめ木坂の神事舞踊に用いた仮面。裏面に正安3年（1301年）作成と明記された火王の面、裏面に暦応元年（1338年）作成と明記された面、無銘の陵王の面が指定されたほか、未指定の6面が伝わる。 |
| 伝オランダ船船首飾木像 | 平戸市鏡川町 松浦史料博物館 | 1968年4月23日 | 平戸の貿易商小川家に伝わる木造。明治元年（1867年）に小川家から正宗寺へ寄進されるまでの入手経路や制作者などの情報は不明。笛を吹く人物像と、望遠鏡と思われる筒を持つ人物像の2点からなる。                      |
| 職人尽                 | 長崎市上西山町 松森神社     | 1956年4月6日  | 正徳3年（1713年）、松森神社改修の際に欄間にはめ込まれた職人風俗を描いた浮彫り木彫30枚。原画は精緻な画風から小原慶山と推測される。天保4年（1833年）に石崎融思が補修し、現在の色彩を施した。                   |

### 工芸品

#### 仏具
国指定重文に指定されている仏具は、対馬多久頭魂神社の梵鐘（観音堂から移設）と金鼓（朝鮮から伝来）、同じく対馬旧清玄寺の梵鐘（のちに万松院に移設）の計3件である。
| 名称                           | 位置                                  | 指定日         | 解説 |
| ------------------------------ | ------------------------------------- | -------------- | --- |
| 大宝寺の梵鐘（一口）           | 五島市玉之浦町大宝 大宝寺             | 1964年3月16日  | 応安8年（1375年）、小倉の鋳物師藤原顕宗が鋳造したとする銘が池の間に刻まれている。同じく真言宗の「幡州多賀郡（現西脇市）」西林寺住職の増信が発願して大宝寺に贈られた。下帯は無紋で乳は4段4列、八葉蓮弁の撞座とシンプルな装飾。                                    |
| 金蔵寺の梵鐘                   | 壱岐市勝本町新城西触 金蔵寺           | 1977年1月11日  | 応永19年（1412年）、丹治比系の鋳物師丹国吉が鋳造したとする銘がある。銘によると、本来は金蔵寺に近い本宮寺の梵鐘として作られた。釣手頂上の宝珠が欠落している。撞座の文様は八葉蓮弁に蓮実と間弁を巡らした八葉被弁蓮草文を象る。                                     |
| 崇福寺の梵鐘                   | 長崎市鍛冶屋町 崇福寺                 | 1960年7月13日  | 正保4年（1647年）に長崎の鋳物師阿山助右衛門藤原国久が鋳造した梵鐘。鐘そのものはオーソドックスな造りだが、草の間に刻まれた発願者の2代住持百拙、寄進をした何高材をはじめとする華僑檀越の連名と寄進額は史料価値が高く、長崎華僑の経済的興亡を知る手がかりとされる。 |
| 大平寺梵鐘                     | 対馬市厳原町中村 太平寺               | 1964年10月16日 | 江戸時代前期に鋳造されたと推測される無銘の鐘。鐘身に装飾を施す朝鮮鐘の特徴を継承しつつ国産されたもので、笠形の瑞雲文、上帯に楽器、乳の間に唐草紋、鐘身に山水風景と十六羅漢を浮彫りに鋳込んで一幅の画となっている。撞座は単弁八葉の蓮華文である。                 |
| 円通寺梵鐘                     | 対馬市峰町佐賀 円通寺                 | 1975年1月7日   | 李朝初期に朝鮮で鋳造されたと推測される無銘の鐘。鐘の形状は下辺縁廻りが八葉に波打った中国鐘で、全面に朝鮮鐘特有の装飾が施されている。上段の乳の間の隙間に菩薩4躯、下段の草の間には4面の円形撞座と四天王立像が並び、帯にも多種多様な文様が施されている。           |
| 善福寺鰐口                     | 松浦市今福町仏坂免 善福寺             | 1971年9月14日  | 正平10年（1355年）に松浦党の丹後亀童丸（松浦直）が寄進した旨が刻まれている。善福寺が松浦久を祀る今宮神社の別当であった縁が寄進の動機と推測される。釣手の耳は片面式、撞座は蓮華文。口の出や眼が小さい古式な面持ちで、甲面は薄い。                                 |
| 金蔵寺の鰐口                   | 壱岐市勝本町新城西触 金蔵寺           | 1977年1月11日  | 応永7年（1400年）に鏡二宮へ施入された旨が刻まれている。鏡二宮は唐津市の鏡神社と推測され、金蔵寺に渡った経緯は判明していない。釣手の耳は片面交替式、撞座は素文円形。口の出や眼が小さい古式な面持ちで、甲面は紐帯で3区に分けられている。                           |
| 定光寺の銅製雲版               | 壱岐市芦辺町湯岳本村触 定光寺         | 1974年10月8日  | 嘉吉3年（1443年）、氏女慶幸なる人物が寿命長遠福禄円成を祈願して施入した旨が刻まれている。片面式で釣手穴は2個、撞座は筋の入った四葉重弁の蓮華文が象られている。頭頂部には稜の膨らみがあり、外周部の腰にくびれが施されている。                                     |
| 最教寺の繍帳誕生仏 一幅        | 平戸市岩の上町 最教寺                 | 1974年10月8日  | 李朝時代の作と推測される四方4尺を超える刺繍の誕生仏。松浦鎮信請来の品と伝えられる。白竜と青竜から甘露を受ける釈迦を中心に、乱舞する天人や鳳凰、祝福に参内する衆生30人の図が金糸・紫糸など多彩な糸で描かれている。                                                |
| 世知原の懸仏                   | 佐世保市世知原町笥瀬 個人蔵           | 1968年4月23日  | 個人所有の円形掛仏。円盤の下部に仏の坐像が乗っているシンプルなデザインで、釣環座は2つで両側から釣る。現当世円満を祈願して正応4年（1291年）に製作された旨が裏面に記録されており、製作時期が明瞭な掛仏としては県内最古のものである。                               |
| 鷹島住吉神社の懸仏53面ほか一括 | 松浦市鷹島町里免 住吉神社             | 1974年10月8日  | 約500年前に勧進されたといわれる住吉神社に納められた多様な懸仏53面。一説には松浦党の軍船に飾られたものもあるという。住吉神と同じく航海安全の利益がある聖観音や十一面観音、如意輪観音ら観音が中心で、疾病快癒の薬師如来もある。                                    |
| 田平熊野神社の懸仏             | 平戸市田平町里免 里田原歴史民俗資料館 | 2008年2月22日  | 鎌倉時代後期から室町時代にかけた中世に作られ、熊野神社に納められた20点以上の掛仏。中には正応4年（1291年）墨書の例もある。円形の台に仏1躯、両側から吊るす形式で、造形上の特徴から畿内で作成されたと推測される。                                                   |
| 最教寺の懸仏                   | 平戸市岩の上町 最教寺                 | 1974年4月9日   | 桃山時代の作と推測される檜板銅板張りの大判懸仏。本来は小値賀町長楽寺のもので、明治初期に廃寺となったために移された。獅子頭の釣環座で両側から釣る。内区は不動明王と毘沙門天を従えた十一面観音、外区は三鈷杵文と転宝輪文が並ぶ。                                   |

#### キリシタンのメダル
国指定重文のキリシタン装身具は2001年の時点では存在していない。
| 名称                               | 位置                          | 指定日         | 解説 |
| ---------------------------------- | ----------------------------- | -------------- | --- |
| 大村出土メダリオン「無原罪の聖母」 | 大村市東本町 大村市立史料館   | 1969年4月21日  | 昭和7年（1933年）、大村中学改築工事中に発掘されたメダリオン（楕円メダル）。寛永16年（1639年）銘の家老宇多氏の墓から見つかったが、作業のために割れている。スペインで16世紀前半に鋳造された聖母マリアのレリーフである。                                |
| 出津のプラケット「無原罪の聖母」   | 長崎市西出津町 出津修道院     | 1968年12月23日 | ド・ロ神父の遺品の中にあったプラケット（方形メダル）。無原罪の聖母マリアをモチーフにする。スペイン製で、イエズス会に続いて日本の布教活動を行ったフランシスコ会の帯紐が周囲に刻まれている。伝承した外海の隠れキリシタンがド・ロに託したと推測される。 |
| プラケット「ピエタ」               | 長崎市西坂町 日本26聖人記念館 | 1970年1月16日  | 長崎市片渕町の山中で昭和37年（1962年）に発掘されたプラケット。イエスの亡骸を抱く聖母マリアの姿は「ピエタ（慈悲）」を具現化するモチーフとして美術界で取り上げられる。イタリア製で、ミケランジェロの未完成作品「フィレンツェのピエタ」を模している。   |

#### 武具
国指定重文の武具は3件ある。大友宗麟から松浦鎮信に贈られた紺糸縅肩白赤胴丸と兜・大袖、鎌倉時代の刀鍛冶・国安の太刀、平戸亀岡神社に伝わる大和時代の鐶頭太刀（環頭大刀）とその附属資料である。
| 名称                                 | 位置                            | 指定日        | 解説 |
| ------------------------------------ | ------------------------------- | ------------- | --- |
| 刀 折返銘神氣 附 本阿弥光温折紙 一通 | 島原市城内 島原城               | 2007年8月31日 | 島原藩主深溝松平家の家宝で、昭和39年（1964年）に寄贈された。鎌倉中期に作成されたと推測され、折返に刀匠神気の銘が刻まれているが、彼の作品はこの一点しかない。折紙は明暦2年（1656年）に本阿弥光温が作成した鑑定書である。                               |
| 刀・対州住長幸                       | 長崎市立山町 長崎県立美術博物館 | 1967年9月8日  | 寛永7年（1630年）対馬の刀工長幸が打った太刀。表銘によると、対馬府中藩主宗義成が神殿に献納するため、藩のお抱え鍛冶の長幸に作らせたという。長さ90.5センチ・反り3センチ。小杢目肌で錵強く、丁子が刃紋に浮き出ている。                                    |
| 刀・肥前国忠吉                       | 長崎市立山町 長崎県立美術博物館 | 1969年4月21日 | 佐賀藩のお抱え刀工・橋本新左衛門（初代忠吉）が打った太刀。「肥前国忠吉」五字銘のみを刻んだ初期の作品群の一つであることから、慶長年間の作品と推測される。長さ75.9センチ。小糠目肌で刃紋は中直刃。倶利迦羅龍・不動明王と梵字の彫物がある。              |
| 明珍作うこん威甲冑一領               | 諫早市城見町 慶巌寺             | 1964年3月16日 | 諫早氏の家宝として慶巌寺に伝承される甲冑。室町末期の甲冑師・明珍家の作品といわれる。兜は三十二間筋兜で、前立に水晶木彫入の宝珠をあしらう。胴の正面に波切り不動明王、背面に梵字を打ち出す。菊唐草の金物を鬱金色の糸で威すことから命名された。          |
| 大哉具足 一領                        | 平戸市鏡川町 松浦史料博物館     | 1968年4月23日 | 平戸藩主松浦重信が作成させた当世具足。胴に山鹿素行筆と伝えられる「大哉」2字が記される。この2字は易経本義・上彖伝の「『大哉』乾元万物資始乃統天」にちなむ。兜の前立に銀の蜻蛉、鍬型の台に梶の葉紋、頂に白熊の毛と装飾に富む。                          |
| 資始具足 一領                        | 平戸市鏡川町 松浦史料博物館     | 1968年4月23日 | 大哉具足とセットと考えられ、天祥鎮信が作成させた当世具足。やはり伝素行筆の「資始」2字が記され、出典も同じく易経本義・上彖伝「大哉乾元万物『資始』乃統天」に因む。犀頭兜で鉄黒塗茶縅の錣、後立には白熊をつける。鎧は黒塗茶糸縅で佛胴・壷袖・四間草摺。 |
| 伝八幡船の旗 一流                    | 平戸市鏡川町 松浦史料博物館     | 1968年4月23日 | 平戸の楽歳堂に伝わる旗。中央に「八幡大菩薩」、右に「春日大明神」、左に「志自岐大菩薩」と墨書される。伝承どおり倭寇の軍船である八幡船の旗であったかは判然としない。松浦氏が守護神とした志自岐神社の号から、松浦党の旗であろうと推測されている。        |
| 松浦家伝来船幟 一流                  | 平戸市鏡川町 松浦史料博物館     | 1968年4月23日 | 平戸の楽歳堂に伝わる旗。ほぼ正方形の麻布に松浦氏の紋である三ッ星を大きく墨書し、頂点の星の両側に徳利を墨書している。伝承では松浦隆信の時代に用いられたとされ、南蛮・朱印船貿易や文禄・慶長の役の折に旗印とされたと推測される。                        |
| 松浦家伝来紋入古旗 二流              | 平戸市鏡川町 松浦史料博物館     | 1968年4月23日 | 平戸の楽歳堂に伝わる旗。大小2流の組で、上から三ッ星・二引紋・梶の葉を染め出す。小旗の左下に松浦鎮信が改名前の「宗信」銘で花押を墨書している。4流とも文化14年（1817年）に松浦煕が厳重保管を書き置いた箱に保管されている。                              |

#### 陶器
2001年の時点で、陶磁器の国指定文化財はない。
| 名称                 | 位置                        | 指定日       | 解説 |
| -------------------- | --------------------------- | ------------ | --- |
| 青磁陽刻牡丹唐草文瓶 | 対馬市厳原町豆酘 多久魂神社 | 2006年3月3日 | 14世紀前半に元朝で作成されたと推定される青磁瓶。対馬へ渡ってきた経緯は不明。名のとおり、首に3輪・胴に6輪の牡丹が貼り付けられ、唐草文様で結ばれている。口には10本の圏線、底には29本の鎬蓮弁文が刻まれ、装飾性に富んでいる。 |
| 聖母宮の茶壺         | 壱岐市勝本町坂本触 聖母宮   | 1972年2月4日 | 天正20年（1592年）、聖母宮に寄進された古唐津の茶壷。胴の銘文には亀岡城代日高喜の号「喜斎」と元岡修理の花押が刻まれている。口が少し欠けている。たたき成型で内側に青海波文がある。茶系流し釉の黒唐津として珍重される。       |

### 書跡・典籍
国指定の書籍は重文3点と旧重要美術品1点がある。「高麗版大般若経」は平成6年に493巻が盗難に遭い、うち3巻が翌年に韓国で発見されて国宝登録された。「朝鮮国告身」は対馬豪族の早田氏に宛てた高麗朝からの官職授与状。「珠冠のまぬある吉利支丹版長崎版慶長12年」はキリシタンの修行手引の印刷本である。旧重要美術品の「紙本墨書ボードウィン書状一通」はボードウィンが帰国の意志をシーボルトの門弟三瀬周三に伝える私信である。
| 名称                                       | 位置                                  | 指定日        | 解説 |
| ------------------------------------------ | ------------------------------------- | ------------- | --- |
| 紺紙金字法華経八巻箱付                     | 平戸市戸石川町 平戸市立図書館         | 1979年7月27日 | 平安末期～鎌倉初期に書かれたと推測される法華経巻子本8巻。金銀泥で表紙に唐草紋、見返しに説法図と経意絵が描かれ、本文も銀の罫線に金泥で書き込まれた装飾経。永禄10年（1567年）、松浦道可隆信・法印鎮信親子が佐々の正興寺に寄進した。                           |
| 多久頭魂神社の大蔵経                       | 対馬市厳原町豆酘 多久頭魂神社         | 1986年8月29日 | 高麗王23代高宗が戦禍で焼失した高麗大蔵経原版の復刻を発願し、1251年に出版された「高麗再雕大蔵経」の一部で、595巻が欠落している。対馬に伝来した時期は不明。誤彫の少ない精巧な凸版印刷本で、巻子本を袋綴の冊子本に改めている。2012年に韓国人窃盗団に盗まれた。 |
| 東泉寺の五部大乗経                         | 対馬市豊玉町仁位 東泉寺               | 1988年9月30日 | 元朝で出版された凸版印刷の五部大乗経で、華厳経3巻ぶんが欠落した全208巻と断簡3点が伝わる。ただし、仏説像法決疑経1巻のみ国内の印刷本で補われている。対馬に伝来した時期は不明で、東泉寺に収まる前は観音寺にあったといわれる。                                  |
| 西福寺の元版大般若経                       | 対馬市上対馬町西泊 西福寺             | 1986年8月29日 | 元朝期に河北省普寧寺で印刷出版された大般若波羅蜜多経。伝承によると、高麗の貴族が注文し、室町時代に宗氏の手に渡り、貞茂が応永28（1421年）～29年頃に西福寺に施入したという。平成18年（2006年）、盗難で170巻ぶんが失われた。                                   |
| 朝鮮国告身（小野家伝来）                   | 対馬市厳原町今屋敷 対馬歴史民俗資料館 | 2007年3月2日  | 李氏朝鮮が倭寇対策に発行した官位授与状。慶長の役直前、万暦25年（1597年）対馬の信時老への果毅校尉・司直（正五品）と朝鮮通信使復活後、天啓3年（1623年）平信時への修義副尉・副司猛（従八品）の2通からなる。                                                    |
| 西勝寺文書「きりしたんころび証文」         | 長崎市上町 個人蔵                     | 1964年3月16日 | 長崎町人の九介夫婦がキリシタン棄教を宣誓した証文の草稿。西勝寺に提出されたものだが、日本誓詞に加えて南蛮誓詞があり、またデウス以下キリスト教の天使聖者へも棄教を宣誓している。奥書には棄教者沢野忠庵らの付記が残る。                                        |
| 崇福寺の聯額                               | 長崎市鍛冶屋町 崇福寺                 | 1960年7月13日 | 寛永6年（1629年）の開山から50年内に住職を務めた黄檗宗の高僧が書いた13面の聯額。四代住職隠元隆琦は山門「聖寿山」はじめ3点、五代住職即非は第一峰門「第一峰」・本堂「世尊」をはじめ7点、千呆は大雄宝殿「海西法窟」はじめ3点を遺している。                      |
| 江迎本陣の螺鈿細工「枕水舎」 附 由来書一通 | 佐世保市江迎町長坂                    | 2014年3月25日 | 平戸藩10代藩主・松浦熙の筆による螺鈿細工の扁額。熙は江迎本陣に御成座敷「枕水舎」を自ら監修し設置した。天保3年（1832年）、熙は扁額の作成を思い立ち、江戸勘亭流で自書した上、長崎の螺鈿職人に細工を依頼したと推定される。                                     |
| 壱岐国続風土記                             | 平戸市鏡川町 松浦史料博物館           | 2006年3月3日  | 平戸藩主松浦誠信の委託により、天手長男神社宮司の吉野秀政が延享元年（1744年）に編纂した117冊の地理書。壱岐の神社仏閣・郷邑について述べ、史跡の寸法、土地の境界や広さ、古老の伝統など、江戸時代中期の壱岐を伝える重要な資料である。                           |
| 甲子夜話（副本・写本）                     | 平戸市鏡川町 松浦史料博物館           | 2005年3月25日 | 平戸藩主松浦清が執筆した随筆集「甲子夜話」278冊を元に、嘉永6年（1853年）に次代藩主松浦熙のもとで複製した本。正本が消息不明のため、研究の底本として重視される。江戸時代後期の多彩な話題や事件の伝聞を知る重要な原典である。                                  |

### 古文書・考古資料

#### 古文書
| 名称             | 位置                            | 指定日        | 解説 |
| ---------------- | ------------------------------- | ------------- | --- |
| 青方文書         | 長崎市立山町 長崎県立長崎図書館 | 2001年2月26日 | 松浦党の有力豪族で、上五島を本拠とする青方氏に伝わる古文書。鎌倉時代から幕末の五島藩家老まで、五島の有力者であったため、1229点の「青方文庫」を所蔵する。このうち戦国期以前の94点を抜粋し、「青方文書」と称し、国人・漁業資料として重視する。     |
| 石志文書         | 平戸市鏡川町 松浦史料博物館     | 2011年9月16日 | 松浦党の歴代石志氏当主が伝承していた文書を筆写した重書案。室町時代の当主照が平安～南北朝時代の重要文書29点を1巻に転記した。南北朝時代の転記書状の中には一色範氏や今川貞世（了俊）ら九州を統括した北朝諸将と取り交わした証文が含まれている。      |
| 伊万里文書       | 平戸市鏡川町 松浦史料博物館     | 2011年9月16日 | 松浦党の歴代伊万里氏当主が伝承していた21点の文書集。最古は正治元年（1199年）で室町時代の文書が多い。伊万里氏の土地財産に関する証文をの正文・案文を中心とし、将軍足利義詮・九州探題今川了俊・筑前守護少弐頼尚らの発給文書を含んでいる。           |
| 相知文書         | 平戸市鏡川町 松浦史料博物館     | 2011年9月16日 | 松浦党の相知氏に関わる書状15点で、元弘3年（1333年）～観応3年（1352年）の約20年分。ほぼ正文で構成され、後醍醐天皇または雑訴決断所、のちには将軍足利尊氏からの発給文書が含まれ、南北朝時代の動向を伝承する貴重な資料と位置づけられる。             |
| 松浦文書         | 平戸市鏡川町 松浦史料博物館     | 2011年9月16日 | 平戸松浦氏に関わる戦国・織豊時代の書状86点からなる。歴代天皇・将軍や九州の有力大名であった大内・大友からの書状が含まれる。特に豊臣秀吉からは42通の朱印状や「バテレン追放令」の原書、文禄の役に関わる書状があり、秀吉の晩年史を探る資料とされる。 |
| 肥前島原松平文庫 | 島原市城内 島原図書館           | 2013年3月29日 | 島原藩主・松平忠房が収集した蔵書・図版・地図約10000点。寛政5年（1793年）に開かれた藩校稽古館で教科書・図鑑として活用された。「伊勢物語聞書抄」写本「栄花物語」印刷本など貴重な書籍や「鳥獣図鑑」など精巧な絵図を含む。                           |
| 諫早家文書       | 諫早市東小路町 諫早図書館       | 2020年2月13日 | |
| 吉村組捕鯨文書   | 平戸市生月町南免                | 2011年9月16日 | 17世紀末に鯨組の吉村家が編纂した突組捕鯨の文書3冊。装備・施設・人員配置・操業内容・漁期・操業海域など、捕鯨業務に関する詳細な記録である。捕獲網による網組捕鯨に転換する以前に主流だった、銛を使用する突組捕鯨の県内唯一の文書資料といわれる。    |

#### 考古資料
国指定の考古資料文化財には、世界最古級の土器とされる豆粒文土器を含む佐世保市泉福寺洞窟の出土品がある。
| 名称                                 | 位置                                  | 指定日         | 解説 |
| ------------------------------------ | ------------------------------------- | -------------- | --- |
| 景華園遺跡出土の一括遺物 18点        | 長崎市立山 長崎歴史文化博物館         | 2006年3月9日   | 景華園遺跡は島原市中野に位置する弥生時代の墓地。昭和2年（1927年）調査時の出土品は長崎、昭和33年（1958年）調査時の出土品は島原に展示されている。長崎展示遺物は甕棺に納めた勾玉1点・管玉15点、付近の銅鉾2点からなる。                                 |
| 景華園遺跡出土の一括遺物 122点       | 島原市城内 島原図書館                 | 2006年3月9日   | 島原展示遺物は、水害復旧工事中に発見された甕棺3基の出土品。3連の管玉合計119点・銅剣2点・銅剣破片1点からなる。管玉は長崎展示遺物と同様に碧玉製で、29～47個で1連をなす。工事作業の撹乱によって、銅剣と甕棺・管玉の共伴関係は不明になっている。        |
| 里田原遺跡出土の多鈕細文鏡           | 平戸市田平町里免 里田原歴史民俗資料館 | 2006年3月3日   | 平成12年（2000年）調査で発掘された弥生時代中期の直径8.9センチの小型銅鏡。墓地地区で甕棺副葬品として検出された。朝鮮半島で作成された銅鏡によく見られる3つの鈕と蒲鉾縁を持ち、弥生時代中期を中心に流入したと推測される。                              |
| 里田原遺跡出土の木製品               | 平戸市田平町里免 里田原歴史民俗資料館 | 2013年3月29日  | 昭和47年（1972年）以降の発掘で出土した弥生時代の木製品700点以上の中から72点を指定。大木から削り出した三又鋤や匙型にくり抜いた杓子をはじめ、高度な製作技法で農具・祭祀具・工具などの加工が施されている。                                             |
| 大吉戸神社の広鋒青銅矛               | 対馬市美津島町黒瀬 大吉戸神社         | 1973年9月4日   | 大吉戸神社に伝わる、発掘時期・出土地不明の銅鉾7本。伝承では神社と同じく黒瀬の城山からの出土といわれる。弥生時代中期～後期に国産されたとみられる。全長82.6～89.2センチで幅が広く、武器としての実用性に乏しい。大量かつ良好な出土品として珍重される。 |
| かがり松鼻遺跡出土遺物一括           | 対馬市美津島町ケ知甲 美津島地区公民館 | 1990年11月16日 | 昭和62年（1987年）に発掘された弥生時代の箱式石棺1基からの出土品。前漢時代の剣把頭飾が1点あり、国内唯一の出土例。朝鮮製の変形細形銅剣1振も含まれ、国産のガラス玉1195個と弥生土器3点も含め、広範な交易を髣髴させる。                                  |
| 恵比須山遺跡出土の一括遺物134点      | 対馬市峰町木坂 海神神社               | 1974年9月6日   | 昭和49年（1974年）に発掘された弥生時代中期～古墳時代の箱式石棺群からの出土品。後期の弥生式土器とともに朝鮮半島の陶質土器が出土し、日韓の編年検討の判断材料となった。青銅製把頭飾は笠頭部に銅片が封入され、鈴のように音が発する珍品である。          |
| 木彫「聖母子」ほかキリシタン遺物57点 | 長崎市西坂町 26聖人記念館             | 1970年1月16日  | 県内の出土品ではなく、昭和40年（1965年）に大分市坂ノ市でクリスチャンが発掘し、2年後に26聖人記念館へ寄進したもの。禁教時代の豊後教区の遺産である。備前焼の壷に詰められた彫刻や装身具57点。標題は南欧製のオリーブ材レリーフにちなむ。                 |
| 大村市原口郷出土のキリシタン墓碑     | 大村市東本町 大村市立史料館           | 1975年1月7日   | 昭和49年（1974年）に石垣から発見されたキリシタン墓碑の破片。BASTIAN/FIOBVの銘と花十字紋が刻まれた半円の上端部で、この形は県下唯一。禁教時代に破却されたものと見られる。銘は「バスティアン兵部」と解釈され、大村家臣団の一員の可能性がある。         |

### 歴史資料
1973年に県指定された中国音楽13曲からなる「明清楽」が国選択無形文化財に昇格している。
| 名称                                              | 位置                                  | 指定日                            | 解説 |
| ------------------------------------------------- | ------------------------------------- | --------------------------------- | --- |
| 鷹島の管軍総把印                                  | 松浦市鷹島町神崎免                    | 1989年3月31日                     | 昭和49年（1974年）に漂着した弘安の役当時の元軍総把（中隊長）の青銅印。元朝至元14年（1277年）に鋳造されたことは判読できるが、パスパ文字の印面は一部磨耗している。国内最初の発見例として注目された。                                      |
| 日本大地図3鋪（1組）                              | 島原市本光寺町 本光寺                 | 2005年3月25日                     | 島原藩主深水松平家に伝わる地図で、寛永以前に作成されたと推測される。江戸幕府が諸大名に提出させた国絵図を原画とし、東北・関東から畿内・中四国と九州の3部からなる。街道・航路には旅程が加筆され、城下・宿場の位置関係を詳細に描いている。 |
| 混一彊理歴代国都地図                              | 島原市本光寺町 本光寺                 | 1999年2月17日                     | 朝鮮で作成された中国地図。1402年、李朝の権近が勅命により中国地図の「声教広被図」と歴代国都を記した「混一彊理」を合成して朝鮮・中国を加筆したと由来が記入されているが、地名の変遷から16世紀の作品と推測される。                          |
| オランダ船錨及び附属文書                          | 平戸市鏡川町 松浦史料博物館           | 1975年9月2日                      | 南蛮貿易・朱印船貿易時代に平戸島川内に立ち寄ったオランダ船の落とした錨1個と鑑定書の10点セットで、錨は天明2年（1792年）に発見された。藩主松浦清が出島の商館長に鑑定を依頼し、蘭文鑑定書と翻訳文を入手した。                              |
| 地球儀・天球儀（1対）                             | 平戸市鏡川町 松浦史料博物館           | 2005年3月25日                     | アムステルダムのファルク社が1700年に製造した製造番号8番地球儀と製造番号7番天球儀。平戸藩が購入した経緯は不明。17世紀のデータに従い、地球儀は東日本・オーストラリア大陸が不明瞭で、天球儀には88星座確定前の星座が描かれている。          |
| 松浦家伝来少年用渡来上着2着（青地上着・白地上着） | 平戸市鏡川町 松浦史料博物館           | 2010年3月5日                      | 松浦家に伝来していた少年用の長袖上着2着。肩幅が狭く、高い腰を絞って裾を広げた16～17世紀にヨーロッパで流行したデザインだが、裏地の造りや縫製技法は中国系の特徴を持ち、サファヴィー朝の裂を採り入れている。                               |
| 東彼杵町のキリシタン墓碑（2基）                   | 東彼杵町瀬戸郷 庄屋公園               | 2001年2月26日再指定（旧来は史跡） | 長らく史跡として個人所有地にあったが、寄贈・移転により項目変更された。元和7年（1621年）一瀬志ゅ阿んの花十字紋墓碑と梵字らしき浮彫りの寛永20年（1643年 ）墓碑からなる。郡崩れ以前の隠れキリシタンの風習を伝える。                        |
| 朝鮮国信使絵巻                                    | 対馬市厳原町今屋敷 対馬歴史民俗資料館 | 1980年2月29日                     | 長らく対馬府中藩主宗氏が所有していた朝鮮通信使の絵巻2点。17世紀の初期通信使を模写したものといわれる。総数530名の行列が詳細に描かれ、通信使の構成や身なりを示す資料に位置づけられる。                                                    |
| 芒塚句碑（3基）                                   | 長崎市芒塚町                          | 2001年2月26日再指定（旧来は史跡） | 長崎出身の蕉門俳人向井去来を記念し、俳人が天明4年（1784年）に建立した歌碑と漢詩碑、安政3年（1856年）に追加した献句碑の3基。史跡として日見峠にあったが、長崎道芒塚IC建設に際して移設したため、項目変更された。                           |

国指定の重文歴史資料は、シーボルトの肉筆資料21点（長崎市立博物館蔵）・日蘭条約の原書（県立長崎図書館蔵）、長崎造船所の竪削盤（三菱重工業長崎造船所蔵）の3件である。

## 無形文化財
| 名称              | 位置             | 指定日        | 解説 |
| ----------------- | ---------------- | ------------- | --- |
| 長崎刺繍          | 長崎市本尾町     | 2010年3月10日 | 嘉勢照太が保持する繊維装飾技巧。長崎刺繍は唐人が伝え、今日では長崎くんちの傘鉾装飾や衣装に用いられている。糸をより合わせて太さを変えたり、刺繍後に彩色したり、糸と生地の間に綿やこよりを入れて膨らませたりと、変化に富んだ作風を特徴とする。 |
| 三川内焼 染付技術 | 佐世保市三川内町 | 2018年3月29日 | |

## 民俗文化財

### 有形
国指定有形民俗文化財は存在しない。
| 名称                                       | 位置                 | 指定日        | 解説 |
| ------------------------------------------ | -------------------- | ------------- | --- |
| 西郷の板碑                                 | 諫早市西郷町         | 1971年9月14日 | 建久元年（1190年）刻の文字が確認できる県内最古の石碑。供養塔として建立され、高さ2メートル・幅1.2メートルの板碑に胎蔵界大日如来・不動明王・毘沙門天に対応する刷毛書きの梵字が双鉤で線刻されているが、梵字そのものは誤字が多い。                       |
| 慶巌寺の名号石                             | 諫早市城見町         | 1981年3月27日 | 銘によると、貞和7年（1351年）、衆生平等利益を祈念して建立された石碑。名号とは仏の名。「南無阿弥陀仏」の六名号を楷書で陰刻し、枠線で囲んでいる。題目の六名号と銘のほかに碑に関わる文字資料がないので、詳細や背景は謎が多い。                          |
| 小野の六地蔵石幢群 六基                    | 諫早市小野町・赤崎町 | 1981年3月27日 | 六地蔵は六道の案内役として村の入口によく見られる。小野村の六地蔵は天文年間（1532～1554年）の銘を持ち、南高来郡北岸の豪族・西郷氏に関わる人物の関与が考えられる。佐賀で典型的に見られる装束の地蔵像だが、頭の欠けた像が多い。                         |
| 庄野の六地蔵塔                             | 松浦市志佐町庄野免   | 1971年9月14日 | 天正14年（1588年）に建立された、六地蔵の浮彫りをまとった六地蔵形式多仏石塔。3面ごとに佐賀式の身なりをした地蔵菩薩を2躯ずつ刻んでいる。地蔵菩薩だけではなく、閻魔王はじめ十数体の仏像が刻まれている。病気平癒祈願に赤泥を塗る風習がある。             |
| 豆酘寺門「樫ぼの」遺跡                     | 対馬市厳原町豆酘     | 1996年3月18日 | 「樫ぼの」はカシノキの実の貯蔵穴で、渋抜き・灰汁抜きのために作られた石積みのピットが権現川流域に並ぶ。ピットは貯水のみならず、底石の隙間から常に換水されていた。食生活の変化で明治中期には放置されたが、大規模な施設から江戸期の食生活がうかがえる。 |
| 諏訪神社の能関係資料（能面・能衣装・雑具） | 長崎市西山町         | 1984年9月18日 | 延宝7年（1679年）に能舞台がつくられて以来、安政4年（1857年）に大火で焼失するまで、諏訪神社で宝生流早水家によって奉納された能楽に関する資料151点。能面45面を始め、能衣装・能楽用具・能舞台下絵の中には、開始時以来伝わる古いものもある。              |
| 豊玉の猪垣                                 | 対馬市豊玉町横浦     | 1973年2月6日  | 陶山訥庵の伝記で伝えられる元禄の野猪狩に用いられた猪垣の一部。対馬全島を9区画し、1年ごとに各区画の猪を山狩りで殲滅することで、耕地の獣害を軽減した。塩浜の尾根に東西240メートル・高さ4尺の石積が並ぶ。ただし、猪の殲滅以外にも用途は考えられる。     |
| 西彼杵半島猪垣基点                         | 西海市西海町中浦北郷 | 1968年4月23日 | 享保7年（1722年）に築かれた猪垣のうち、中浦村・天久保村・川内浦村の境界に定められた基点。高さ5尺の石垣を組み、猪の侵入を防ごうと構築され、南は瀬戸村まで延長70キロに及ぶ。殲滅駆除を狙った対馬の攻撃的な猪垣とは反対に、侵入を防ぐ防衛策である。     |
| 長泉寺の鯨供養石造五重塔                   | 平戸市前津吉町       | 1984年9月18日 | 元文4年（1739年）に長泉寺の海純大和尚が建立した五重塔型の供養塔。14個の石を高さ3間に積み上げた。多宝如来・釈迦如来像を安置し、法華経見宝塔品の諸仏の名を刻む。津吉での鯨組の沿岸捕鯨は小値賀島の小田組が取り仕切り、開国の頃まで続いた。             |
| 捕鯨銃（附 火矢・火矢抜き・早盒）一式      | 平戸市鏡川町         | 1968年4月23日 | 明治15年（1882年）頃、平戸植松の鯨組が購入したアメリカの捕鯨銃。先籠め式で、早盒（火薬入）を装填して火矢を込め、撃鉄を起こせば発射する。命中した火矢は体内で炸裂し、火矢抜きで回収するが、殺傷率・回収率は予想外に低く、普及に至らなかった。         |

### 無形
無形民俗文化財には2種ある。国指定重要無形民俗文化財には、長崎くんちの奉納踊・平戸神楽・平戸のジャンガラ・ヘトマト行事・壱岐神楽の5件がある。国選択無形民俗文化財は18件。全県下で選択対象となったのは、年齢階梯制・田植に関する習俗・長崎「かくれ切支丹」習俗の3件である。地域性が高いのは、長崎くんちの竜踊、野母の盆踊、大村の黒丸踊・寿古踊・沖田踊、的山大島の須古踊、北松浦のきねかけ祭りとお蔵入れ、五島には大宝郷の砂打ちとオーモンデー、壱岐の船競漕行事、対馬では亀卜習俗・厳原の盆踊・美津島の盆踊・命婦の舞が選ばれた。
| 名称                                                       | 位置                                        | 指定日        | 解説 |
| ---------------------------------------------------------- | ------------------------------------------- | ------------- | --- |
| 貝津の獅子こま舞                                           | 五島市三井楽町貝津郷                        | 1972年8月15日 | 正月2・3日に行われる貝津神社の獅子舞。2日に獅子起こしの儀を行い、3日に氏子の家を巡る。獅子は二人立ちの男獅子・女獅子で、天狗面の猿田彦が率いる。天狗が神に獅子舞を捧げようとし、抵抗する獅子と威力比べをするさまが四曲の舞で表現されている。            |
| 佐世保のヤモード祭り                                       | 佐世保市松原町                              | 2004年2月25日 | 1月26日に行われる豊穣祈願の祭で、100年ほど前から確認される。淀姫神社に稲藁で編んだ大注連縄を捧げる。指揮を執る青年2人がヤモードで、「山の人」が訛ったものといわれる。春に山から里に下りて村を守り、秋の収穫とともに山に帰る神にヤモードを見立てている。 |
| 木場浮立                                                   | 佐世保市黒髪町                              | 1960年3月22日 | 4月第1日曜に披露される雨乞い・五穀豊穣祈願の浮立。元禄3年（1690年）に佐賀藩有田の龍泉寺檀家から伝承された。大名行列を模した隊列で入場し、7つの舞を連ねる。従来は成人男子のみが参加したが、後継者不足で女性・子供も加わっている。                        |
| 千綿の人形芝居                                             | 東彼杵町千綿宿郷                            | 1964年3月16日 | 旧暦6月15日、水神宮の祇園祭で披露される。伝承では、神楽舞を奉じて疫病と天変地異を払った神官と氏神に感謝を込め、神官に似せた人形を作り、神楽舞を再現したことを起源とする。大村藩の保護を受け、維新後も明治・大正期の最盛期には全国巡業をしていた。       |
| 井崎まっこみ浮立                                           | 諫早市小長井町井崎                          | 1977年5月4日  | 7～10月に淀姫神社の祭で行われる。入場の際は、隊列が一列で渦を巻いて中央に集まり、拍子木の合図で外周の隙間をすり抜けて出る「ビナ尻巻込み」が行われ、名の由来となっている。道中の笛の曲は多彩で26番あり、道中の演奏と舞踊も重視される。                   |
| 平島のナーマイドー                                         | 西海市崎戸町平島                            | 2003年3月25日 | 新暦7月20日(旧暦時代は6月15日)に行われる供養行事。心中した和尚と庄屋の娘の鎮魂が発端とされ、200年続くという。数珠に見立てた大綱を担ぎ、「南無阿弥陀仏」から転じた「ナーマイドー」を唱和しながら村中を練り歩く。最後に大綱を海に流して不浄を払う。       |
| チャンココ                                                 | 五島市上大津町・下大津町                    | 1954年4月13日 | 旧盆三箇日に行われる念仏踊り。福江島各地で行われるが、指定されたのは大津町のもの。語源は鉦と太鼓の縁を叩く音といわれる。首に掛けた鳴り物を叩きつつ、新盆の家や墓を練り歩いて祈りを捧げる。伝承では文治3年（1187年）には既に行われていたという。         |
| 度島の盆ごうれい                                           | 平戸市度島町                                | 1977年5月4日  | 旧暦7月16日に行われる豊作豊漁祈願の祭。伝承によると、松浦重信の治世に当たる寛文10年（1670年）に始まるという。島中の総勢200人が大名行列を模して幟組・棒組・須古踊組・奴踊組・子踊組に分かれ、島内の寺社を巡回して奉納する。                              |
| 大島のジャンガラ                                           | 平戸市大島村大根坂                          | 1973年9月4日  | 新暦8月14・15日に行われる先祖供養の念仏踊。鉦と太鼓の演奏、顔を隠す布など、同系統の国指定文化財・平戸ジャンガラと共通する面はある。古式に則り、巡回の行列は華麗な平戸ジャンガラとは対照的に、物静かな動作を反復し、唱え歌を唱和しながら進む。           |
| 坂本浮立                                                   | 東彼杵町坂本郷                              | 1959年5月19日 | 新暦8月16日に行われている。万治3年（1660年）、藤津郡岩井川内の金春太夫正冬が「外山流一伝記」の巻物をもたらして始まった。道囃子と座浮立で構成され、浮立は茣蓙敷の座で舞う神楽と融合しているため、「神楽浮立」と呼ばれる。                                |
| 皿山の人形浄瑠璃                                           | 波佐見町皿山郷                              | 1954年4月13日 | 8月21日に披露される。享保の大飢饉の余波で波佐見焼磁器の売上が激減したため、副収入源として始まったとされる。阿波流浄瑠璃を朝日林五郎に学び、各地で興行した。脚本・操演・音楽はもとより、歴代50個の人形や衣装の精緻さも注目されている。                   |
| 田結浮立                                                   | 諫早市飯盛町里名                            | 1980年2月29日 | 8月最終日曜の歳神社八朔祭で披露される五穀豊穣・雨乞い祈願の舞踊。垣踊り・竜踊り・浮立・池下踊りが盛り込まれ、演目が細かく、道具立ても多彩である。伝承では奈良時代起源だが、室町末期の垣踊りから江戸中期の笛までの技芸を盛り込んでいる。                 |
| 長崎くんち奉納音曲（シャギリ・竹ン芸囃子・角力踊道中囃子） | 長崎市田中町 「中尾獅子浮立と唐子踊保存会」 | 1965年5月31日 | 10月7～9日の諏訪神社例祭「長崎くんち」は多数の無形文化財を含む。シャギリは踊り町の先導曲3曲からなる。竹ン芸は14・15日に若宮神社でアンコールされる八百屋町の演し物、角力踊は旧西古川町が明治大正期に披露していた演し物で、それぞれの曲が指定された。     |
| 長崎くんち奉納音曲（シャギリ）                             | 長崎市東長崎地区 「長崎シャギリ保存会」     | 2014年3月25日 | 10月7～9日の諏訪神社例祭「長崎くんち」は多数の無形文化財を含む。シャギリは踊り町の先導曲3曲からなる。先述の保存会とは違う音曲で、長崎くんちには参加するものの、竹ン芸・角力踊には参加せず、矢上くんちでもシャギリを演奏する。                           |
| 間の瀬狂言                                                 | 長崎市平間町                                | 1968年4月23日 | 矢上くんちをはじめ、10月を中心に演じられる浮立。滝の観音の門前でもあり、奉納した経歴がある。上方訛りの台詞回しや仕草・道具立てから、室町時代から始まると推測される。猿に扮した子役とのコミカルなやり取りが展開されることから「猿狂言」の通称がある。    |
| 鷹島の島踊                                                 | 松浦市鷹島町全域                            | 1987年3月3日  | 不定期の雨乞い行事で、出演者は400人を超える。伝承では元寇の戦勝祝賀を起源とし、豊臣秀吉が文禄・慶長の役で名護屋城に滞在した折に所望したという。六本幟・須古踊・奴踊・浮立からなり、鷹島海中ダム堰堤に幟が描かれ、鷹島の象徴といえる。                   |
| 田助ハイヤ節                                               | 平戸市田助町・大久保町                      | 2008年2月22日 | 全国に流布する酒盛り歌「ハイヤ節」の一つ。鹿児島ハイヤ・牛深ハイヤとともに古い部類とみなされている。太鼓・三味線・囃子で構成され、艶唄を基調に徐々にテンポアップしていく。昭和43年（1968年）に振付が一新され、現在はこの新調の振付で演じられる。        |

## 記念物

### 史跡

#### 先史時代の遺跡
この分野では、世界最古級の土器が発掘された国指定史跡の泉福寺洞窟や一支国の都といわれる特別史跡の原の辻遺跡が知られる。そのほかにも、縄文遺跡の福井洞窟、弥生遺跡の塔の首遺跡、県南の原山支石墓群、県北の大野台支石墓群が国指定の重要文化財史跡である。
| 名称               | 位置             | 指定日         | 解説 |
| ------------------ | ---------------- | -------------- | --- |
| 佐世保市岩下洞穴   | 佐世保市松瀬町   | 1968年12月23日 | 昭和39年（1964年）に調査された縄文時代早期～前期の洞穴遺跡。3基の炉跡、人骨29体が検出された。早期爪形文から前期曽畑式への土器の遷移が見られる。石器は局部磨製石鏃をはじめ石鏃が中心である。                                                   |
| 下本山岩陰遺跡     | 佐世保市下本山町 | 2007年3月7日   | 昭和45年（1970年）に調査された縄文時代前期から弥生時代の遺跡。洞窟から竪穴住居へ定住地が遷移する過渡期の遺跡とされる。縄文時代・弥生時代各2体の人骨をはじめ、縄文土器・石斧・海産魚介類・漁労骨角器が多数検出された。                         |
| 川頭遺跡           | 諫早市湯野尾町   | 1975年1月7日   | 昭和49年（1974年）に調査された縄文時代早期・中期の遺跡。早期の遺構は住居2棟ぶんの柱穴、遺物は押形文土器・石鏃や石匙などの石器類が検出された。中期の遺構は土壙墓1基、その中に阿高式土器片が検出された。                                        |
| 佐々町狸山支石墓群 | 佐々町松瀬免     | 1958年6月5日   | 昭和32年（1957年）に調査された縄文時代中期～晩期の支石墓7基。全長が短い特徴があり、遺体は伝統的な蹲踞屈葬であったと推測される。3号墓からは副葬品として中期～晩期に作られた鰹節型大株が検出されている。                                        |
| 白浜貝塚           | 五島市向町       | 1981年3月27日  | 昭和54年（1979年）に調査された縄文時代後期・同晩期・弥生時代前期の3地区に分かれる複合遺跡。後期地区では土器片や石錘・石匙、晩期地区では子を抱く親と思われる埋葬人骨、弥生地区では多数の魚骨・海獣骨と骨角器が検出された。                     |
| 寄神貝塚           | 五島市岐宿町寄神 | 1962年3月27日  | 昭和37年（1962年）に調査された弥生時代の住居・墓地跡。竪穴式住居3基・平地式住居7基を中心とする。墓坑は5～6体の人骨と獣骨を同時に埋葬した特殊な構造。貝塚の貝は岩場の固着貝が大多数を占め、イワガキが中心となる。                              |
| 里田原遺跡         | 平戸市田平町里免 | 1973年2月6日   | 昭和47年（1972年）に調査された弥生時代中期～中世の集落・墓地。水田跡と思われる条理遺構があり、700点を越す鍬・杵などの木製農具が発掘された。未完成農具や磨製石器の発掘から工房の所在も推測される。祭器や装飾武具から支配者の存在も確認される。 |
| 宇久松原遺跡       | 佐世保市宇久町平 | 2013年10月4日  | 昭和43年（1968年）に調査された弥生時代早期・中後期の墓地跡。4回の発掘で支石墓9基・甕棺墓35基・石棺墓8基・土壙墓10基・石囲墓1基が確認され、貝製の腕輪や臼玉などの副葬品・装飾品が検出された。                                                  |
| 神ノ崎遺跡         | 小値賀町黒島郷   | 1991年3月29日  | 昭和57年（1982年）に調査された弥生時代中期～古墳時代後期の墓地。有明海沿岸に分布する弥生時代の板石積石棺や、古墳時代の地下式板石積石室墓が36基検出される。分布上の飛び地である点や500年前後営々と造営されてきたことが注目される。             |

#### 古墳
県内の古墳のうち6割が壱岐島に集中する。平成21年（2009年）、6～7世紀に作られた6基（対馬塚・双六・笹塚・兵瀬・掛木・鬼の窟）が国指定史跡「壱岐古墳群」に指定されている。他の国指定史跡の古墳には、対馬の根曽古墳群と矢立山古墳、本土に近い橘湾の牧島に位置する曲崎古墳群がある。
| 名称           | 位置                   | 指定日        | 解説 |
| -------------- | ---------------------- | ------------- | --- |
| 長戸鬼塚古墳   | 諫早市小長井町小川原浦 | 1988年3月1日  | 県内では数少ない線刻文様が石室に描かれた円墳。羨道が短く、玄室の手前に前室を置く7世紀の構造を取る。線刻画は鯨の図と思われるもの、船と多数の櫂の図と思われるものが3箇所に分かれて描かれている。                                    |
| 鬼の岩屋       | 雲仙市国見町多比良     | 1959年1月9日  | 円墳と思われる墳丘が破壊され、露出している石室。南東向きの羨道2.4メートル、朱塗り一枚岩の壁石と天井石で組まれた玄室は全長6.3メートル。全幅3.3メートル・全高2.8メートル。石室の床は3箇所に割石精屍床が残る。                       |
| 彼杵の古墳     | 東彼杵町宿郷           | 1950年4月10日 | 県内では本土最大の前方後円墳。南東向きで全長58.8メートル・前方部幅18.5メートル。くびれ部が全幅11メートルと狭いことから「ひさご塚古墳」の通称がある。銅鏡1枚・ガラス玉300個・鉄の武具など副葬品も多く検出している。                |
| 笠松天神社古墳 | 平戸市田平町小手田免   | 2007年8月31日 | 昭和50年（1975年）に発見された全長34メートル・後円直径22メートルの前方後円墳。本土最西端の前方後円墳として知られる。4世紀中盤までに築造されたとみられ、前方部の幅が広い纏向型に似ている。盗掘のため副葬品は土器片のみ検出された。 |
| 岳崎古墳       | 平戸市田平町岳崎免     | 2007年8月31日 | 昭和55年（1980年）頃に発見された全長60メートル・後円直径39メートルの前方後円墳。石室外部まで発掘調査され、盗掘痕がないことが確認された。4世紀後半～5世紀前半に玄界灘沿岸で集中的に築造された大型前方後円墳の一つと推測される。    |
| 大塚山古墳     | 壱岐市芦辺町深江栄触   | 1987年3月3日  | 安政2年（1855年）に安国寺の白華和尚が須恵器を表採した記録がある円墳。地山を掘り込み、石を小口積みにして石室を構築した竪穴系横口式石室を持つ。和尚が表採した須恵器の形式や石室の技法から5世紀頃と推定される。                      |
| 出居塚古墳     | 対馬市美津島町ケ知     | 2002年2月26日 | 全長40メートル・前方部幅4メートル・後方部幅19メートル。測量によって県内唯一の前方後方墳と判明した。内部発掘は実施されておらず、墳丘から採集された銅鏃から4世紀終盤の築造が推測される。同様に、石室は竪穴式と推測されるに留まる。  |
| サイノヤマ古墳 | 対馬市美津島町ケ知     | 2005年3月25日 | 一辺8メートル前後の方墳で、3～4段の石列で段状に積み重ねた構造を取る。厳原町小茂田の国史跡・矢立山古墳群の1・2号墳と同じ構造だが、それより若干早い7世紀前半の築造と推定され、畿内の技巧を継承している点が注目される。              |

#### 古代の史跡
奈良・平安時代の国指定史跡には、最前線の朝鮮山城だった特別史跡の金田城が挙げられる。
| 名称               | 位置                   | 指定日       | 解説 |
| ------------------ | ---------------------- | ------------ | --- |
| 式内社志々伎神社跡 | 平戸市野子町           | 1974年7月2日 | 仲哀天皇の異母弟十城別王を祭神とする神社で、延長5年（927年）編纂「延喜式」に掲載された式内社2861社の一つ。志々伎山山頂から沖ノ島にかけて上宮・中宮・地の宮・沖の宮と別当寺の5箇所に分散する。景行天皇巡幸伝説がある地の宮は石碑のみ残る。 |
| 壱岐国分寺跡       | 壱岐市芦辺町国分本村触 | 1974年7月2日 | 聖武天皇発願によって設置された国分寺の痕跡で、柱根礎石や瓦などの遺物が確認されている。壱岐国分寺は「延喜式」内では「島分寺」と記録されている。官寺として創建されたものではなく、壱岐直氏の氏寺を転用したと推測されている。                |

#### 中世の史跡
鎌倉・室町時代の国指定史跡には、鎌倉時代に営まれた西海市のホゲット石鍋製作遺跡、有馬氏の居城として延岡藩転封直後まで機能した日野江城跡がある。日野江城は伝承によると鎌倉期の築城だが、南北朝時代の城と推測されている。
| 名称                   | 位置                     | 指定日        | 解説 |
| ---------------------- | ------------------------ | ------------- | --- |
| 松浦党梶谷城跡         | 松浦市今福町東免         | 1974年9月14日 | 松浦党の山城で、松浦久が築城したといわれるが、時期は延久元年（1069年）から久安元年（1145年）まで諸説ある。城山山頂に石塁を巡らした主郭と副郭を設け、主郭の大手・搦手に櫓台を置く。西麓には石壁を積んだ館跡と思われる遺構がある。                |
| 直谷城跡               | 佐世保市吉井町直谷       | 2002年2月26日 | 松浦党の中世山城。御厨氏から分家した志佐氏の居城であるが、築城の時期は不明。内裏山山頂を主郭とする。主郭を断崖上に設定し、大手道を空堀で固め、尾根筋に出丸・櫓台を置き、谷筋に竪堀を巡らした、内裏山の地形を活用した防御陣地となっている。      |
| 文永の役新城古戦場     | 壱岐市勝本町新城東触     | 1970年1月7日  | 元寇第一波・文永11年（1274年）旧暦10月14～15日に壱岐で展開された「文永の役」の戦跡。戦闘で平景隆が応戦した鯛の原や戦闘・略奪の犠牲者を弔う千人塚、役に由来すると思われる高麗橋・勝負坂・唐人原などの地名を一括して指定している。                |
| 弘安の役瀬戸浦古戦場   | 壱岐市芦辺町箱崎大左右触 | 1970年1月7日  | 元寇第二波・弘安4年（1281年）旧暦5月26日以降に壱岐で展開された「弘安の役」の戦跡。迎撃・脱出・奪還を展開した少弐資能・経資・資時の少弐氏三代にまつわる史跡が多く、若くして戦死した資時の墓が知られる。                                          |
| 亀丘城跡               | 壱岐市郷ノ浦町本村触     | 1977年5月4日  | 永仁元年（1293年）、松浦党の波多宗無が築いた平山城。中世の地割が藩政時代も継承され、明治6年（1873年）に廃城。日高守喜の謀反を経て元亀2年（1571年）に松浦氏の支配下に置かれ、藩政時代は亀丘城に壱岐郡代・亀丘城代が派遣された。                  |
| 壱岐国安国寺跡         | 壱岐市芦辺町深江栄触     | 1974年4月9日  | 足利尊氏が各国に建立させた安国寺の一つ。壱岐安国寺は既存の海印寺を改めて観応元年（1350年）に開山した。史跡名勝は「跡」がつくが、開山以来被災破却の被害はなく、国指定重文の大般若経をはじめ、重文・天然記念物各1件を所有する壱岐最古の寺である。 |
| 円通寺門礎石           | 南島原市加津佐町己       | 1941年1月17日 | 正平8年（1353年）に大智禅師が開山した円通寺の跡。玄武岩を粗く割った不等五角形の門の礎石。領主有馬澄世に請われて開いたといわれる。キリシタンに破却されて廃寺となる。現巌吼寺は島原の乱後に円通寺再興を兼ねて跡地に開かれた。                     |
| 勤皇大智禅師大梅の塔   | 南島原市加津佐町己       | 1941年1月17日 | 正平21年（1366年）に円通寺で没した大智禅師の墓石を「大梅の塔」と通称する。九州の有力な南朝武士菊池武重はじめ菊池一族を教化した。遺言により書状をすべて焼却したため、教理は伝承していない。墓石に施主の名が刻まれているが、後世の追刻である。    |
| 日島の石塔群           | 新上五島町日島郷         | 2000年2月22日 | 日島の北西岸曲地区の無銘石塔70基、南東岸釜崎地区の正平22年（1367年）銘入り宝篋印塔を一括指定。無銘石塔群も技法から14～15世紀と見られる。石材や技法が畿内・北陸方面のものと酷似しており、日島が海上交易の拠点であったと推測される。              |
| 長与の寺屋敷跡五輪塔群 | 長与町丸田郷             | 1971年2月5日  | 寺屋敷跡地区に分散していた五輪塔で、一箇所に集約し修復保存している。無銘が多く由来は不明だが、一部は明徳2年（1391年）を最古に天文10年（1541年）まで銘が確認できる。旧領主の長与氏との関連性も推測される。                                       |
| 対馬円通寺宗家墓地     | 対馬市峰町佐賀 円通寺    | 1974年7月2日  | 厳原万松院の宗家墓地が藩政時代なのに対し、円通寺の宗家墓地は室町中期のもの。円通寺が宗家菩提寺であったのは、8代当主貞茂から厳原に移った11代当主貞国の頃とされる。裏山に並ぶ無銘の宝篋印塔が歴代宗家の墓と推測されている。                       |

#### 戦国・開幕期の史跡
戦国時代の城は数多いが、国指定史跡の城跡は、日野江城の出城で島原の乱の舞台となった原城跡、宗氏の居城だった金石城跡、文禄・慶長の役に備えて緊急築城した対馬の清水山城跡と壱岐の勝本城跡、以上の4件である。出島集約以前の貿易関係史跡には、出島に移転するまで日蘭貿易を担ってきた平戸和蘭館跡が国指定史跡である。
| 名称                                                       | 位置                   | 指定日         | 解説 |
| ---------------------------------------------------------- | ---------------------- | -------------- | --- |
| 六角井                                                     | 五島市江川町           | 1954年12月21日 | 明の技法で掘削され、井戸枠を六角形に板石で囲み、一斉に桶や棹を掛けられる井戸。天文9年（1540年）に倭寇の王直が福江に来航し、交易を求めた。五島盛定は交易を許可し、江川城の対岸に唐人町を開かせた。この時に掘削された井戸と伝えられている。   |
| 平戸の六角井戸                                             | 平戸市鏡川町           | 1975年1月7日   | 平戸の六角井戸も王直の来航にちなむといわれる。天文11年（1542年）に王直は平戸に達し、松浦隆信から屋敷を与えられた。以後、唐人が平戸に定住する。明のデザインを真似て邦人が掘削した可能性があり、唐人の手によるとは断言できない。              |
| 富江町・山崎の石塁                                         | 五島市富江町岳郷       | 1970年1月16日  | 福江島南岸に位置する出自不明の石塁。伝承では、江戸時代に大工勘次が住み着き、石を積んで構築した「勘次が城」とされる。明銭の出土例があることから、倭寇または松浦党田尾氏の出城の可能性もある。その廃城が勘次伝説を生んだともいわれる。        |
| 南蛮船来航の地                                             | 西海市西海町横瀬郷     | 1941年1月17日  | 佐世保湾南岸、西海市の横瀬浦一帯を指す。永禄5年（1562年）、大村純忠が南蛮貿易と布教の拠点として整備した。翌年、後藤貴明の謀叛で破壊されたが、トルレスやフロイスら初期宣教師が駐在し、純忠の洗礼をはじめ大村の宣教を進めた。                 |
| 南蛮船来航の地                                             | 南島原市口之津町丙     | 1941年1月17日  | 横瀬浦を失ったイエズス会は、代替港として口之津を見出した。翌永禄6年（1563年）、有馬義貞がトルレスを招き、布教を認可する。義貞の失脚や長崎港の開港など不利な中、20年間で7隻の南蛮船を迎えたほか、バリニャーノを迎えた。                      |
| 多以良の小佐々氏墓所                                       | 西海市大瀬戸町多以良郷 | 1990年11月16日 | 小佐々氏は15世紀後半に彼杵外浦に入った水軍の棟梁で、大村氏の有力な武将である。永禄12年（1569年）の早岐瀬戸の合戦で戦死した弾正純俊が知られる。歴代墓所の墓や平塚は切石で構築される。大村藩が記録した「郷村記」の記述とほぼ一致する。        |
| 文禄の役松浦家供養塔                                       | 松浦市今福町東免       | 1971年9月14日  | 文禄の役に際し、松浦党は多数の手勢を派遣した。今福松浦家の松浦定は最前線に出向き、平壌の合戦で郎党ともども戦死した。郷里今福には自然石板碑の供養塔を中央に、右に定の五輪塔、左に子孫の松浦忠之が建立した長明塔がある。                      |
| 長崎甚左衛門の墓                                           | 時津町浜田郷           | 1966年4月18日  | 大村武士団の長崎領主・長崎甚左衛門純景は、所領を天領として没収された。大村喜前は代替地として時津村700石を提示するが、納得いかない純景が時津入りするのは晩年になる。元和7年（1621年）没。夫婦の墓碑は元禄15年（1702年）に子孫が建立した。    |
| 鄭成功居宅跡                                               | 平戸市川内町           | 1941年1月17日  | 鄭成功は寛永元年（1624年）、倭寇の鄭芝龍と松浦藩士の娘田川松の子として平戸川内浦で生まれた。屋敷は現存せず、ナギの大木が残っている。7歳で福建に渡り、大陸・台湾で活躍するが、当時の日本人にも知られた平戸の有名人である。                   |
| コックスの甘藷畑跡                                         | 平戸市川内町           | 1954年12月21日 | 平戸イギリス商館長リチャード・コックスは、1615年6月に畑を借りて、本土初のサツマイモ栽培に着手した。コックスの日記には、種芋を入手したこと、彼自身本邦初の試みと自覚していたこと、畑の簡単な契約内容が記録されている。畑は千里浜近くにある。 |
| トードス・オス・サントス跡（セミナリヨ及びコレジヨを含む） | 長崎市夫婦川町 春徳寺  | 1966年4月18日  | 「諸聖人」を意味するポルトガル語で、長崎の教会第一号。永禄12年（1569年）ヴィレラ神父が開く。慶長の禁教令を受けて元和5年（1619年）に破却されるまで、弾圧で追放されたコレジオ・セミナリオを併設し、末期神学教育を担った。                     |
| 中浦ジュリアン出生の地                                     | 西海市西海町中浦南郷   | 1968年4月23日  | 天正遣欧少年使節の一員中浦ジュリアンは、彼杵外浦の豪族・中浦甚五郎純吉（小佐々弾正純俊の弟）の子である。日本二十六聖人の一員として殉教するまで国内で宣教を続けた。生地一帯は平成14年（2002年）、中浦ジュリアン記念公園が開かれた。          |
| 日本二十六聖人殉教地                                       | 長崎市西坂町           | 1956年4月6日   | 旧暦慶長元年12月19日（1597年2月5日）、西坂で26人のキリシタンが磔刑に処せられた。1862年に教皇ピウス9世は26人を列聖した。西坂公園には列聖100周年を記念し、昭和35年（1961年）より舟越保武作の記念碑と今井兼次作の聖堂が置かれた。              |

#### キリシタン墓碑
南島原市西有家町須川の「ヒリ作右衛門ディオゴ」の墓碑が日本最古慶長15年（1610年）のローマ字文として国指定史跡・世界遺産暫定リスト「長崎の教会群とキリスト教関連遺産」となっている。島原藩領を中心に、大村藩領にかけて慶長年間をピークとしたキリシタン墓碑が多数指定されている。ただし、「大村市原口郷出土のキリシタン墓碑」は考古資料、「東彼杵町のキリシタン墓碑(2基)」は歴史資料の項に計上される。
| 名称                                  | 位置                 | 指定日                           | 解説 |
| ------------------------------------- | -------------------- | -------------------------------- | --- |
| 西彼町のキリシタン墓碑（2基）         | 西海市西彼町平原郷   | 1972年8月15日                    | 花十字紋INRI銘（Jesus Nazareus Rex Judaeorum=ユダヤの王ナザレのイエス）立碑と慶長18年（1613年）7月1日銘の自然石伏碑の2基が指定された。特にINRIの銘は県内では珍しい。伏碑の裏は大きく抉られ、何かしらの事情が推量される。 |
| 大村市今富のキリシタン墓碑            | 大村市今富町         | 1963年5月8日                     | 大村純忠の家臣だった一瀬治部大輔栄正の墓碑。天正4年（1576年）11月11日の日付も刻まれている。禁教以後、弾圧に備えて伏碑を裏返し、立碑に偽装したものと言われ、隠された上面にはカルワリオ十字架が刻まれている。              |
| まだれいな銘キリシタン墓碑            | 島原市山寺町         | 1928年11月8日                    | マグダラのマリアに由来するクリスチャンネーム「まだれいな」が側面に刻まれた墓碑。伏碑が多い切支丹墓碑では少数派の立碑で、正面にはカルワリオ十字が刻まれている。被葬者マダレイナについての出自は不明である。               |
| 小浜町土手之元のキリシタン墓碑（4基） | 雲仙市小浜町飛子     | 1928年11月8日・1979年7月27日追加 | 1928年指定墓碑2基は、花十字紋半円板碑と無紋切妻板碑。したがって被葬者は不明である。昭和54年（1979年）の圃場整備工事中に無紋切妻板碑2基が発掘されて追加指定された。発掘地が近接することから、共同墓地跡と推測される。     |
| 小浜町椎山のキリシタン墓碑            | 雲仙市小浜町飛子     | 1928年11月8日                    | 花十字紋半円板碑ではあるが、被葬者に関する情報は残されていない。花十字紋を刻む面は窪みをつけて平面化してあり、花十字紋の装飾性を意識した細工を加えてある。                                                               |
| 小浜町茂無田のキリシタン墓碑          | 雲仙市小浜町木場     | 1977年5月4日                     | 無紋の台付型墓碑。ポルトガルや北アフリカで見られる台付墓碑に酷似しており、形状からキリシタン墓碑と推定されている。無紋のために被葬者の出自は不明。                                                                       |
| 南串山町のキリシタン墓碑（3基）       | 雲仙市南串山町甲     | 1928年11月8日                    | 3基とも文字情報が刻まれた伏碑。慶長11年（1606年）9月3日の里阿んの墓碑、慶長17年（1612年）6月27日の墓碑、慶長11年の墓碑からなる。里阿んの墓碑と17年の墓碑は扁平型、11年無名の墓碑は切妻型とバリエーションに富む。         |
| 加津佐町砂原のキリシタン墓碑（2基）   | 南島原市加津佐町乙   | 1928年11月8日                    | 野田浜海岸の松林に放置されていた2基の扁平伏碑。1基は無紋で被葬者情報は得られない。もう1基も花十字紋の輪郭は刻まれているが、被葬者や建碑年月に関する情報は得られない。                                                    |
| 加津佐町須崎のキリシタン墓碑（3基）   | 南島原市加津佐町己   | 1928年11月8日                    | 須崎墓地には6基のキリシタン墓碑が確認され、特徴が著しい3基が指定された。他に例を見ない横長のカルワリオ十字紋伏碑、典型的なカルワリオ十字紋伏碑、慶長18年（1613年）の草書建碑由来が刻まれた伏碑からなる。                 |
| 口之津町白浜のキリシタン墓碑          | 南島原市口之津町甲   | 1928年11月8日                    | 白浜海岸の松林で発掘された複数のキリシタン墓碑群のうち、花十字紋が確認できる1基が昭和3年一斉指定の対象となった。伏碑の形状が特徴的で、両方の軸部に特有の浅いくぼみが見られる。                                           |
| 南有馬町吉川のキリシタン墓碑          | 南島原市南有馬町甲   | 1975年9月2日                     | 無紋の型墓碑。大航海時代に南欧で流行した型墓碑に酷似している。棺に備えた副葬品の葡萄酒樽を模したものといわれ、墓石の膨らみを葡萄酒樽に見立てたものと推測される。                                                         |
| 北有馬町西正寺のキリシタン墓碑（3基） | 南島原市北有馬町丙   | 1928年11月8日                    | 4基出土した墓碑のうち3基が指定された。花十字紋円筒伏碑と無紋扁平伏碑は台付墓石で、県下ではこの2例しかない。残る1基は典型的な花十字紋切妻伏碑である。                                                                     |
| 北有馬町谷川のキリシタン墓碑          | 南島原市北有馬町戊   | 1928年11月8日                    | 花十字紋の伏碑。20歳で死去したクリスチャンネーム「るしや」の墓碑で、慶長15年（1610年）11月17日の記録がある。古くより「ジョウロウ様の墓」と伝承されてきたことから、被葬者は有馬氏ゆかりの娘ではないかと推測される。       |
| 西有家町里坊のキリシタン墓碑          | 南島原市西有家町里坊 | 1928年11月8日                    | 大正5年（1917年）に耕地から発掘された墓碑4基のうち、最上段に積み上げたカルワリオ十字紋の扁平伏碑が指定された。農作業の障害物として地主が積み上げたまま放置され、下段3基の詳細な調査は実施されていない。                  |
| 有家町中須川のキリシタン墓碑（2基）   | 南島原市有家町中須川 | 1928年11月8日                    | セミナリオ跡といわれる耕地で水神として祭られていたが、明治35年（1902年）に墓碑と確認され、県内墓碑研究の嚆矢となった。花十字紋箱型墓碑は紋が浮き彫りの希少例。カルワリオ十字紋伏碑は典型的な平彫り。                     |
| 有家町小川のキリシタン墓碑            | 南島原市有家町小川   | 1928年11月8日                    | 歴代地主が立碑として祀っているが、様式は中須川墓碑と同じく箱型墓碑で、中須川墓碑とサイズや彫刻技法も酷似することから、ほぼ同時に作成された墓碑と考えられ、発見もほぼ同時である。                                         |
| 有家町尾上のキリシタン墓碑            | 南島原市有家町尾上   | 1928年11月8日                    | 石垣の表石として使われていたクリスチャンネーム「類子（ルイス）」の墓碑で、キリシタン史跡公園に移設された。慶長12年（1607年）3月24日の記録がある。ルイスの出自は不明であるが、墓誌名としては詳細な部類に入る。            |
| 有家町力野のキリシタン墓碑（2基）     | 南島原市有家町山川   | 1928年11月8日                    | 類子墓碑と同じく、石垣の表石として再利用されていたものを個人敷地に移設した。カルワリオ十字架刻伏碑と花十字紋刻伏碑の2期からなる。花十字紋墓碑は破砕が激しく、半分ほど欠損している。                                      |
| 布津町キリシタン墓碑群                | 南島原市布津町乙     | 1928年11月8日                    | 共同墓地内に散在していた6基の墓碑が集約されたといわれる。うち5基は無紋無名の伏碑。1基はカルワリオ十字架が刻まれているほか、礼拝時に十字架を立てるためと思われる穴が穿孔されている。                                      |
| 川棚町のキリシタン墓碑                | 川棚町下組郷         | 1954年4月13日                    | 大村藩士富永二介の妻の墓碑。元和8年（1622年）7月15日の日付が残る。筒型の立碑で、キリストを表すと思われるCRVSの4字を組み合わせた装飾記号やMACIの銘（クリスチャンネーム「マンシア」など諸説あり）が刻まれている。          |
| 波佐見町のキリシタン墓碑群            | 波佐見町野々川郷     | 1972年2月4日                     | 自然石の板碑の裏に簡素な十字紋を刻んだだけの簡素な墓碑群。墓碑銘が一切ないことから、明暦2年（1656年）の郡崩れまでに隠れキリシタンが建てたと推測される。郡崩れ以後の徹底弾圧にも発見されず残存したといわれる。            |

#### 陶磁器窯跡
県内で三川内焼と比肩される波佐見焼関係の史跡は、世界最長クラスの登り窯といわれる肥前波佐見陶磁器窯跡が国指定史跡となっている。
| 名称                                          | 位置           | 指定日        | 解説 |
| --------------------------------------------- | -------------- | ------------- | --- |
| 中野窯跡                                      | 平戸市山中町   | 1960年7月13日 | 慶長3年（1598年）、朝鮮陶工の巨関・頓六らが開いた窯とされる。陶工は文禄・慶長の役に際し、松浦鎮信が連れてきた。中野窯は最初の平戸焼工房で、茶陶類や日用雑器が中心。1620年代から1650年代に三川内での磁器製作が本格化して移転した。        |
| 葭之本窯跡                                    | 佐世保市木原町 | 1960年7月13日 | 元和8年（1622年）に開かれた最初の三川内焼窯跡といわれる。巨関の子は帰化して今村三之丞を名乗り、白磁の本格製作に着手した。葭之本窯は10連以上の登り窯で、昭和57年（1982年）の調査で隣接地に登り窯・工房・物原跡が発見された。              |
| 市ノ瀬窯跡                                    | 佐々町鴨川免   | 1950年4月10日 | 宝暦元年（1751年）に開かれた窯跡。福本新左衛門を中心とする三川内陶工5人が移転して開いた。製品は三川内焼の白磁と同じ技巧で、絵付でも識別は困難。文化元年（1804年）から瀬戸焼陶工加藤民吉が潜伏した伝説がある。                            |
| 現川焼陶窯跡（田中宗悦の墓石一基 窯観音一基） | 長崎市現川町   | 1963年5月8日  | 元禄4年（1641年）に始まったといわれる現川焼の工房跡。佐賀藩諫早家被官田中刑部左衛門（田中宗悦）が退職後に始め、60年ほどで断絶した。短期間に佳作を生み、人気がある。昭和58年（1983年）の追加調査で窯跡や物原が確認された。                |
| 智惠治登窯跡                                  | 波佐見町永尾郷 | 2004年8月27日 | 明治期に築造された近代の登り窯。昭和10年（1935年）に小柳智恵治が改修し、昭和27年まで使用したことから通称が生まれた。石炭・石油窯の時代に築造された大型の薪炭窯として貴重とされる。5連の窯のうち3連が現存する。周辺には物原が検出された。 |

#### 近世・近代長崎の史跡
長崎市内の国指定史跡で最重要なのは、鎖国期にヨーロッパの玄関であった出島の出島和蘭商館跡である。日本学の重鎮であるシーボルトと幕末の戦術家高島秋帆の住居跡も指定されている。長崎港防衛のために置かれた台場跡、通称「そろばんドック」と呼ばれる玉石積み船渠の小菅修船場跡といった港町長崎の特徴的な史跡が指定されている。
| 名称                                       | 位置                   | 指定日                                 | 解説 |
| ------------------------------------------ | ---------------------- | -------------------------------------- | --- |
| 興福寺寺域                                 | 長崎市寺町             | 1961年11月24日                         | 元和9年（1623年）に真円を初代住持に迎えて開山した国内最初の唐寺。寺請制度の成立により、菩提寺の悟真寺が邦人専用となったため、華僑の新たな菩提寺として開かれた。焼失と再建を繰り返し、開山当時の建築物は現存しないため「史跡」扱いである。 |
| 崇福寺の媽姐堂                             | 長崎市鍛冶屋町         | 1960年7月13日                          | 寛永6年（1629年）開山の崇福寺で最初に建立されたと推測される堂の跡。現在の媽姐堂は寛政6年（1794年）再建のため、国宝・国重文が並ぶ崇福寺では例外的に未指定建造物。華僑が航海安全を祈願する神として尊崇を受け、最優先で建立された。          |
| 烽火山のかま跡                             | 長崎市鳴滝町           | 1968年4月23日                          | 寛永15年（1638年）、松平信綱が異国船通報のために設置させた狼煙通信の起点。正保4年（1647年）マカオからの来航と文化5年（1808年）のフェートン号事件の際に狼煙を上げた。火入口・薪小屋・用水池詰番所跡が残っている。                          |
| 琴尾山烽火台跡                             | 諫早市多良見町佐瀬     | 1971年9月14日                          | 設置時期は不明だが、烽火山からの信号を受けて大村城に通報する狼煙中継所。大村湾を縦断して平戸藩錐崎への中継も考慮されていたが、フェートン号事件の通報に不具合があり、以後、平戸藩は飛脚通信を所望した。火入口の遺構が残っている。          |
| 戸町番所跡4・5・6・7番石標柱               | 長崎市国分町           | 1963年10月30日                         | 寛永19年（1642年）に佐賀藩が築造した長崎港警備の陣屋跡。対岸の西泊番所と連携し、両岸から長崎港を警備する。福岡藩・佐賀藩が隔年交代で駐留した。遺構の石柱は天保8年（1825年）設置。開国により元治元年（1864年）に廃止された。               |
| 鉅鹿家魏之えん兄弟の墓                     | 長崎市西山町           | 1964年10月16日                         | 元禄2年（1689年）頃に築造された墓。魏氏のリュウ禎・之エン兄弟を弔う。リュウ禎がベトナム、之エンが長崎で朱印船貿易に従事した。リュウ禎の遺骨が長崎に届き、之エンが死去したことを期に子が墓を造成した。之エンの子は帰化し、鉅鹿氏を名乗る。 |
| ケンペル、ツュンベリー記念碑               | 長崎市出島町           | 1960年7月13日                          | 文政8年（1825年）、シーボルトが建立したラテン語の石碑。元禄3年（1690年）に来日したエンゲルベルト・ケンペル、安永4年（1775年）に来日したカール・ツンベルクを博物学・生物分類学の先達として讃美する文を刻んでいる。                         |
| 花月                                       | 長崎市寄合町・丸山町   | 1960年3月22日                          | 文政元年（1818年）頃に丸山遊郭の引田屋が庭園に開いた茶屋跡。文人や芸術家のサロンとして機能し、年2回の書画清譚会には中国・朝鮮の作家も登場した。明治12年（1879年）焼失、引田屋本館に移転したが、大正15年（1926年）廃業で幕を閉じた。       |
| 長崎金星観測碑・観測台                     | 長崎市西山町           | 1960年7月13日・1995年3月16日観測台追加 | 天文学者ピエール・ジャンサンが明治7年（1874年）12月9日に金星の太陽面通過を観測したことを記す四角錐の記念碑。100年に一度の金星の太陽面通過は当日全世界で観測され、ジャンサンは日本観測隊長。平成5年（1993年）には観測台も発見された。      |
| ド・ロ神父遺跡（救助院跡・いわし網工場跡） | 長崎市西出津町         | 1967年2月3日                           | ド・ロ神父が設立した社会福祉施設跡。救助院は明治16年（1883年）、いわし網工場は明治21年（1888年）落成。外海の経済・社会改善を通して布教を図るための実践例で、慶応4年（1868年）来日より大正3年（1914年）死去まで、外海の近代化に精励した。  |
| 国際海底電線小ヶ倉陸揚庫                   | 長崎市小ヶ倉           | 1972年2月4日                           | 明治4年（1871年）、国際海底電信ケーブルの揚陸権を取得したデンマークの大北電信会社が建設した煉瓦・石積倉庫。12年間で上海・ウラジオストクへ各2本のケーブルを敷設した。長崎外港整備に備えて解体移転したため、項目は「史跡」となる。          |
| 松島炭鉱第4坑跡                            | 西海市大瀬戸町松島外郷 | 2015年2月19日                          | 大正3年（1914年）の開削開始から出水事故による昭和10年（1935年）の閉山まで機能した炭鉱の遺構。松島炭鉱が開いた5坑のうち、現存する唯一の坑口で、第2竪坑跡・巻揚機庫・守衛室・変電所・電柱が残されている。                                   |

#### 藩政時代の史跡
国指定史跡には、島原藩の史跡として旧島原藩薬園跡が挙がっている。前述のとおり石田城は早々に破却されたが、五島氏の庭園が造営されており、こちらも国指定史跡となっている。藩主墓所としては、対馬万松院の宗家墓所に続き、大村本経寺の大村家墓所も国指定を受けている。
| 名称                              | 位置                       | 指定日         | 解説 |
| --------------------------------- | -------------------------- | -------------- | --- |
| 諫早家墓所                        | 諫早市西小路町             | 1977年5月4日   | 天祐寺に置かれた諫早氏歴代の墓所。龍造寺家晴が佐賀藩諫早領に着任し、子の直孝が諫早氏を名乗って以来、領主18・家族25・家臣30・一族4・雑塔56など多数の墓碑が揃う。家晴が没した慶長18年（1613年）以来18代家興まで300年、営々と造営されてきた。        |
| 大雄寺の五百羅漢                  | 諫早市富川町               | 1977年5月4日   | 宝永6年（1709年）に諫早領主の諫早茂晴が完成させた磨崖仏。元禄12年（1699年）に発生した本明川の氾濫のため、諫早は死者487名の犠牲者が出た。供養と防災祈願のため、上流に大雄寺を建立し、10年掛けて刻んだものである。                                  |
| 積徳堂跡                          | 平戸市岩の上町             | 1954年12月21日 | 平戸に設置された山鹿素行ゆかりの道場。素行が生前に浅草田原町に開いた積徳堂をルーツとする。延享2年（1745年）、孫の山鹿高通が平戸に移し、私塾として藩士を育成した。素行の蔵書を多数所蔵するため、蔵書または積徳堂を「山鹿文庫」と称する。           |
| 五教館御成門                      | 大村市玖島                 | 1967年2月3日   | 大村城に設置された大村藩の藩校跡。御成門は天保2年（1831年）に移転した際に建てられた。藩士を養成した集義館を拡張し、寛政2年（1790年）に学問所五教館と道場治振軒に分割した。五教館は農民や町人にも門戸を開き、広く人材を育成した。                  |
| 三方境傍示石（三領石）            | 波佐見町村木郷             | 2015年10月22日 | 寛保2年（1742年）、大村藩・平戸藩・佐賀藩の境界を示すために幕の頭山頂に設置された石碑。幕の頭は波佐見焼・三川内焼・有田焼の産地を麓に擁し、薪炭材の争奪戦で紛争が絶えなかったため、三藩の役人が立会いの下、境界を設定した。                       |
| 大村藩お船蔵跡                    | 大村市玖島                 | 1969年4月21日  | 元禄年間に大村城直下の海岸に設置された船蔵。石積み堰堤3本で2船渠を仕切り、かつては屋根が葺かれており、現在は礎石を残す。大村藩も長崎警備を担当したため、緊急時に備えて大村湾を横断する最短経路の船便を備え、平時は海上輸送に従事させた。          |
| 対馬藩お船江跡                    | 対馬市厳原町久田           | 1969年4月21日  | 寛文3年（1663年）に久田川河口に設置された係船施設。九州や朝鮮との交流に欠かせない施設である。河口を浚渫した上で石積み突堤4本で5船渠を仕切る。門・倉庫などの付帯設備の遺構が確認され、奥には造船所・修船所と大工や水夫の小屋があったと推測される。 |
| 石田城跡                          | 五島市池田町               | 1966年9月30日  | 幕末の文久3年（1863年）に落成した五島藩の居城。慶長19年（1614年）に江川城を焼失して以来、藩主五島氏は石田陣屋にあったが、異国船対策のため数十年にわたる請願が実って築城できた。僅か9年、明治5年（1872年）に廃城となった。                         |
| 江迎本陣跡                        | 佐世保市江迎町長坂         | 1998年2月18日  | 元禄年間には機能していたと推測される平戸往還の本陣跡。平戸藩の参勤交代の折は、必ず江迎本陣に泊まる旅程が組まれた。造酒屋の山下家が維持管理する。現存する本陣は天保3年（1832年）に10代藩主松浦煕監修のもとで整備された。                           |
| 鯨組主益冨家居宅跡                | 平戸市生月町壱部浦         | 2008年2月22日  | 江戸中期～明治初期に活動した鯨組主の住宅敷地で、現存する主屋・座敷・恵美須神社・御成門の4棟は2004年に国の登録文化財に選ばれている。壱岐から五島にかけて5つの組・総勢3000名を統率し、江戸末期には国内最大規模の沿岸捕鯨主であったといわれる。      |
| 楠本端山旧宅と楠本家墓地土墳群7基 | 佐世保市針尾中町・針尾東町 | 1968年12月23日 | 幕末期の平戸藩で儒学を指導していた楠本端山・楠本碩水兄弟の生家と楠本家の墓である。天保3年（1832年）建った生家は典型的な中流武家の屋敷として知られる。墓地は儒教思想に忠実で、墓標の書式や間取、父子兄弟夫婦の並びまで考慮されている。             |
| 島原城跡                          | 島原市城内                 | 2016年2月18日  | 島原城は廃城令に従って廃棄解体されたが、昭和35年（1960年）より島原市が本丸・二の丸の復元工事を実施した。4年後に天守を復元し、初年の西櫓を皮切りに巽櫓・丑寅櫓が昭和55年（1980年）までに復元され、長塀も加えて県内5城の中で最大となった。          |

### 名勝
本土には県指定の天然記念物はなく、すべて離島である。本土の国指定天然記念物には、全国規模で指定されるカラスバトとヤマネ、野母崎の樺島にある樺島のオオウナギ生息地がある。対馬ではツシマヤマネコ・ツシマテンのほか、前述のキタタキ生息地を改めた御岳鳥類繁殖地が国から指定されている。
| 名称     | 位置                | 指定日         | 解説 |
| -------- | ------------------- | -------------- | --- |
| 滝の観音 | 長崎市平間町 霊源院 | 1964年10月16日 | 長滝山霊源院周辺は「滝の観音」と呼ばれる景勝地である。高さ30メートルの無名の滝と霊源院の本尊魚籃観音に因む。万治3年（1660年）に黄檗宗の鉄巌が禅堂を建てた。華僑の許登授が本堂や観音像を寄進し、唐風の石造が並ぶ。佐賀藩諫早領主諫早茂照もまた、元禄4年（1691年）に一帯の山林を寄進している。昭和57年（1982年）、長崎大水害で損傷したが、5年かけて修復された。 |

国指定特別名勝の「温泉岳」は雲仙の古称であり、山頂から温泉街までを含んでいる。国指定名勝の旧円融寺庭園は現在の大村護国神社境内にあり、一般開放されている。

### 天然記念物

#### 動物（標本・生息地を含む）
| 名称                         | 位置                                  | 指定日        | 解説 |
| ---------------------------- | ------------------------------------- | ------------- | --- |
| 平戸のシカ                   | 平戸市 安満岳一帯                     | 1959年1月9日  | 安満岳一帯はニホンジカの生息地だったが、戦後入植により生息域の荒廃が懸念された。生息地を禁猟区とし、保護を図るためにシカを天然記念物とした。しかし昭和後期には目撃情報が絶えており、絶滅した恐れがある。          |
| 阿須川のアキマドボタル生息地 | 対馬市厳原町阿須 阿須川流域           | 1966年5月26日 | 大陸系のホタルで、国内では対馬の権現山を源流とする阿須川・佐須川・洲藻川流域のみに生息する。幼虫は陸生でカタツムリなど陸生巻貝を摂食する、成虫は9～10月に出現するなど、よく知られるゲンジボタルと違う生態を持つ。 |
| 壱岐産ステゴドン象化石       | 壱岐市郷ノ浦町本村触 壱岐郷土館       | 1977年5月4日  | 昭和46年（1971年）に勝本町で発見されたステゴドン化石20点。臼歯の一部や2頭分の門歯を中心とする。臼歯を比較すると、本土よりも中国東北部の旧象に近い特徴があるとされる。発掘地も2ヶ月遅れで天然記念物に指定された。  |
| キタタキはく製標本           | 対馬市厳原町今屋敷 対馬歴史民俗資料館 | 1963年3月27日 | 明治35年（1902年）に上県町御岳で採集されたオスの剥製。御岳は大正12年（1923年）に国内唯一の生息地として国指定天然記念物となったが、以後目撃情報がなく、昭和47年（1972年）に国内絶滅と見なされ改名された。          |

#### 古木
国指定天然記念物の古木には、女夫木の大スギ・大村神社のオオムラザクラ・小長井のオガタマノキ・奈良尾のアコウの4件がある。
| 名称                       | 位置                                | 指定日         | 解説 |
| -------------------------- | ----------------------------------- | -------------- | --- |
| 大徳寺の大クス             | 長崎市西小島町 大徳寺               | 1950年4月10日  | 指定当時の推測で樹齢800年、根回り23.35メートル・目通り幹回り12.55メートルのクス。主幹が三つに分かれ、低く広がる。大徳寺は楠の名所として知られ、境内に楠にちなんだ大楠神社と楠稲荷神社が合祀されている。                                 |
| 有明町の大樟               | 島原市有明町大三東                  | 1958年6月5日   | 大三東の民家敷地内に自生する。根元に洞が生じ、推定樹齢1000年とも言われる県下最大のクス。目通り幹回り11メートル。近年は樹勢の衰えが現れ、枯死枝の伐採と健康診断が実施されたりワイヤーで固定したりしている。                              |
| 熊野神社の大楠             | 島原市杉山町 熊野神社               | 1960年7月13日  | 大椋とともに熊野神社の代表的な大樹で、本殿わきに立つ。目通り幹回り8メートル・高さ19メートル。伝承では天正12年（1584年）、沖田畷の戦いに勝利した島津勢の伊集院忠棟が戦勝記念に献木したといわれる。                                       |
| 諫早神社のクス群           | 諫早市宇都町 諫早神社               | 1966年9月30日  | 諫早神社境内に自生するクス6本が指定されている。拝殿左側の御神木が最大で、目通幹囲8m・高さ25mに達する。これに次ぐ5本は7メートル級2本・6メートル級1本・4メートル級2本からなる。                                                           |
| 子安観音の大クス           | 佐世保市有福町 子安観音             | 1970年1月16日  | 樹齢400～500年と推測される。根回り14.65メートル・目通り幹回り7.6メートル。過去に伐採した痕跡があり、七つに枝分かれしている。伐採後に疫病が流行したために厄払いし、神木としたという伝説が伝わる。                                        |
| 東漸寺の大クス             | 佐世保市中里町 東漸寺               | 1970年1月16日  | 東漸寺山門脇に自生し、注連縄を巡らし、根元に石仏が並んでいる。幹回り8メートル・高さ20メートル・推定樹齢500年のクス。樹勢も強く、山門脇の石垣まで根が食い込み、遠方から眺めると樹形が球形に見える。                                      |
| 五島玉之浦のアコウ         | 五島市玉之浦町玉之浦 大山祇神社     | 1950年5月13日  | 大山祇神社参道をまたぐ巨木で、幹周り10メートルの主幹が参道に向かって傾き、主幹から分岐した周り6メートルの支柱根が参道をまたいで受け支えている。参道と反対側に5本の支柱根で囲まれた狭い空洞がある。                                      |
| 五島樫の浦のアコウ         | 五島市蕨町                          | 1952年5月13日  | 久賀島に侵入した個体で、根回り15メートル、高さ10メートル、そして半径30メートルの範囲に広がる県内最大のアコウ株。多数の支柱根が垂れ下がり、絞め殺された宿木の空洞は広く、水神を祀る祠となっている。                                      |
| 壱岐渡良のあこう           | 壱岐市郷ノ浦町渡良東触              | 1958年6月5日   | アコウは壱岐では防風林として活用されるため、渡良の指定木2本は天然木か植樹木か判然としない。県内最北端の木で、1本は伐採痕があるが、樹勢は衰えず回復中。残る1本は幹周り4メートル、樹高13メートルに達する。                                |
| 鷹島町住吉神社のアコウ     | 松浦市鷹島町里免 住吉神社           | 1980年2月29日  | 本土最北端の佐賀県高串より北の個体で、社叢の3本のうち、本殿横の1本が指定された。目通り幹周り4.5メートル、高さ18メートルに達する。宿木を上から覆って絞め殺した痕跡がなく、ねじれた支柱根が絡んでいる。                                   |
| 長栄寺のひいらぎ           | 雲仙市国見町神代 長栄寺             | 1949年5月20日  | 長栄寺の庭木として保護されてきた。幹回り3.5m・高さ13.1m。 樹齢400年ほどの古木で、全国的にもヒイラギとしては巨木の部類に入る。葉は棘が失われて丸くなっている。根元近くまで枝が降りて、鬱蒼としている。                                   |
| 壱岐国分のヒイラギ         | 壱岐市芦辺町国分川迎触              | 1961年11月24日 | 旧道脇の雑木林に自然状態で立つ高さ8.8メートル・幹周り2.4メートルの雌株の古木。樹齢を重ねて葉の棘は失われている。樹形は横に広がり、樹勢が強い。                                                                                          |
| 琴海のヒイラギ             | 長崎市琴海町戸根郷                  | 1983年8月30日  | 幹囲3.60m・枝張り1.7～7.0mの巨木。庭木として人気のある木本であり、所有者宅の庭木として保護されてきた。支幹が三つに分岐し、横に広い樹形を形成する。国見の老木とは逆に、壮健な姿をしている。                                              |
| 鷹島の公孫樹               | 松浦市鷹島町三里免 今宮神社         | 1957年10月29日 | 今宮神社境内に立つイチョウの雌株。根元から三つの支幹に分岐し、イチョウ特有の乳柱が高さ4メートル付近から垂れている。全長3メートルに達する乳柱は国内でも大型で、しかも乳柱がよく育つ雄株ではない雌株である点で特異である。                |
| 対馬琴のイチョウ           | 対馬市上対馬町琴                    | 1961年11月24日 | 日本最大級の幹周り12.5メートル、樹高40メートルの大樹で、唐洲のソテツとともに対馬の名木に挙げられる。寛政10年（1798年）の落雷で心材が焼けて空洞が生じ、焦げた焼け跡が確認できる。                                                        |
| 六御前神社のイチョウ       | 対馬市豊玉町千尋藻 六御前神社       | 1972年8月15日  | 六御前神社境内に立つ。目通り幹周り6.7メートル、樹高24メートルの雌株。樹勢が強く、遠景では葉が球形に木の上半分を覆う。雌株特有の小さな乳柱がいくつか表面に発生している。                                                                 |
| 蘇鉄の巨樹                 | 佐世保市宇久町太田江 三浦神社       | 1958年6月5日   | 三浦神社境内に立ち、複雑に絡み合った雌株3本。近接した3本が支幹を錯綜させ、半径8メートルの密集群落を形成する。伝説では樹齢1000年とされ、身投げした娘の化身と見なされたり、実を盗むと嵐が来ると伝えられたり、伝承に事欠かない。           |
| 対馬唐洲の大ソテツ         | 対馬市豊玉町唐洲                    | 1978年3月31日  | 樹高3.5メートルと背の低いソテツだが、支幹が細かく分岐して複雑に絡み合い、枝張りは東西7メートル・南北5メートルに達する。枝振りのよさから琴のイチョウとともに対馬の名木と目されてきた。                                                   |
| 是心寺のソテツ             | 平戸市田平町里免 是心寺             | 1979年4月27日  | 是心寺本堂裏の雌株1本。根回り4・1メートル。横に広がる傾向が強いソテツだが、主幹からいくつも分岐して葉を広げ、高さ8メートルの高木に達する。寛永3年（1626年）に住職が植樹したといわれる。                                                 |
| 亀岡のまき並木             | 平戸市岩の上町 平戸城二の丸         | 1954年11月8日  | 慶長年間、平戸城築城の際に、のちに二の丸となる道中に植樹されて形成されたといわれる。直線状の地点に12本、角地に12本と2箇所に並べた。400年のうちに幹回り5.5mに生育したものもある。                                                        |
| 大村城跡のマキ             | 大村市玖島 大村神社                 | 1967年2月3日   | 大村城址の大村神社石段脇に並んだ4本のイヌマキが指定されている。幹回り2.6～4.1ほどの高木。指定当時樹齢350年と推定され、藩政時代に植えられた。一説には初代藩主大村喜前の代に植樹されたともいわれる。                                      |
| 大村神社のクシマザクラ     | 大村市玖島 大村神社                 | 1967年2月3日   | 国指定天然記念物のオオムラザクラとともに、大村公園を代表的する変種桜。昭和22年（1947年）に発見された。花の約半数のめしべが葉に変化し、内花を咲かせる二枚咲きで、花弁は一輪に45枚に達する。                                              |
| 西光寺のオオムラザクラ     | 佐世保市上柚木町 西光寺             | 1971年2月5日   | 江戸時代の間に平戸の亀岡神社経由で移植されたといわれる。原木の大村城オオムラザクラと同じく、がくと花弁が多い八重桜で、花弁は最大200枚にも達する。原木の二段咲きの性格も踏襲している。                                                   |
| 万松院の大スギ             | 対馬市厳原町西里 万松院             | 1966年5月26日  | 対馬府中藩主宗氏の菩提寺万松院の参道脇には20本の杉並木が整備されていたが、台風被害や枯死で3本まで激減したために指定された。幹周り5～7メートル、樹高35メートル前後の背の高い木である。                                                   |
| 壱岐安国寺のスギ           | 壱岐市芦辺町深江栄触 安国寺         | 1968年12月23日 | 室町時代以来の古刹安国寺の本堂前に立つ。目通り幹周り6メートル、樹高25メートル。伝承では樹齢1000年と言われている。多数のヤドリギが先端部に寄生してアクセントになっている。                                                               |
| デジマノキ                 | 長崎市出島町 出島資料館             | 1966年4月18日  | 出島資料館脇に立つ東南アジア原産のナンヨウスギ科アガチス・ダマラの通称。時期は不明だが、出島に駐在したオランダ商人が原産地ジャワ島から取り寄せて移植したといわれる。スギそっくりの原産地と樹形が違う。                                  |
| 熊野神社の大椋             | 島原市杉山町 熊野神社               | 1960年7月13日  | 熊野神社社叢の傾斜地に自生し、本殿の大楠とともに熊野神社を代表する巨木。目通り幹回り6.65m・高さ20mと、ムクノキの中では大きな部類に入る。大楠と同様、伊集院忠棟の戦勝記念樹とも言われる。                                                |
| 富川のかつら               | 諫早市富川町 大雄寺                 | 1965年5月31日  | 本明川上流の渓流そばに建立された大雄寺が所有する。根回り8～9m、高さ10mに達する巨木の雌株で、県内のカツラでは最大級。北方系落葉樹としては例外的に照葉樹林帯に自生している。                                                              |
| 飯盛町のヘツカニガキ       | 諫早市飯盛町川下                    | 1978年8月22日  | ニガキの一種で、明治初期に鹿児島県南大隅町辺塚で発見された新種。熱帯性で長崎県内が北限地とされ、飯盛より北でも若木が散見できる。丘陵地の孤木で、幹回り2.3m・高さ10mに達する巨木。                                                       |
| 五島青方のウバメガシ       | 新上五島町青方郷                    | 1978年8月22日  | 青方港の出口に立つ樹齢400年前後のカシノキ。目通り幹周り2・5メートル。慶長年間に入植した紀伊国出身の漁民が港口に恵比寿を祀り、同時に紀伊から持ち込んだ苗木を植樹したものといわれ、「紀州樫」と通称される。                               |
| 森山西小学校のアベマキ     | 諫早市森山町井牟田下名 森山西小学校 | 1981年3月27日  | アベマキは本来は大陸～山陽地方に自生する。高さ25メートル・幹回り3.2mの巨木。明治30年（1897年）に教職員が台湾出張の土産として持ち帰った苗木を植樹した。二つに分かれた支幹が伸びている。                                                  |
| 壱岐報恩寺のモクセイ       | 壱岐市勝本町本宮東触                | 1961年11月24日 | モクセイとしては珍しい幹周り1.7メートル、樹高9.5メートルの巨木。淡黄色花弁のウスギモクセイに限定すると日本最大になる。昭和53年（1978年）の台風で倒伏した際、石塚に植えられたことが判明した。                                            |
| 福江の大ツバキ             | 五島市野々切町                      | 1967年2月20日  | 個人宅の防風林として並べた樹齢300年代のツバキ3本。防風林・椿油採取として栽培されていた。42年指定時には4本だったが、50年（1975年）に1本枯死したほか、樹高10メートル超の木が台風で7メートルに折れる被害にあった。                         |
| 平戸市戸石川のハルサザンカ | 平戸戸石川町                        | 2010年3月5日   | 旧武家屋敷の庭に植えられた樹齢400年以上の古木。同じツバキ科のサザンカとヤブツバキが自然交配した。園芸種ハルサザンカはツバキ寄りの三倍体とサザンカ寄りの五倍体だが、この木はどちらにも属さない四倍体で、園芸種の原木の一つと推測される。 |
| 藤山神社の大フジ           | 佐世保市小舟町 藤山神社             | 1970年1月16日  | 藤山神社はフジの名所で、前庭のノダフジが指定されている。幹回り1.5m、傍のオガタマノキに絡みついて伸びている。その蔓は40mに達する。大木となることの少ないノダフジとしては九州一といわれる。                                               |
| 海寺跡のハクモクレン       | 平戸市田平町山内免                  | 1979年4月27日  | 伝説では樹齢1000年といわれ、科学的には600年を下らないと推定される巨木。目通り幹周り2.2メートル・高さ15メートルで、3月の開花期には平戸瀬戸からも見える。折れた枝からの浸水で心材が痛んでいるが、樹勢の衰えは少ない。                     |
| 福寿寺のイロハモミジ       | 松浦市福島町里免                    | 1979年4月27日  | 福寿寺本堂裏の丘に立つイロハカエデの孤木。紅葉の中では一般的な種で、周辺に植生がないため、人工的に植樹されたものと推定される。幹周り3メートル・高さ20メートル。四つの支幹に分かれている。                                               |

#### 植物群落
福江島のヘゴに見られるように、盗掘を含む環境の悪化により、実態は現地案内表示より厳しいものとなっている。国指定の群落としては、藻類では土黒川のオキチモズク発生地（雲仙市）、草本シダでは御橋観音シダ植物群落（佐世保市）、草本被子植物ではキイレツチトリモチ自生北限地（長崎市）がある。低木では池ノ原みやまきりしま群落（雲仙市）、地獄地帯しろどうだん群落（雲仙市）、多良岳ツクシシャクナゲ群落（大村市）がある。高木群落には鰐浦ヒトツバタゴ生地（対馬市）、野岳いぬつげ群落、大村のイチイガシ天然林がある。前述のとおり現状では壊滅状態だが、福江と玉之浦にそれぞれヘゴ自生北限地が設定されている。辰の島海浜植物群落はハイビャクシンの一大群生地だが、その他の海浜植物との複合群落と見なすのが現状にかなっている。
| 名称                               | 位置                     | 指定日         | 解説 |
| ---------------------------------- | ------------------------ | -------------- | --- |
| 琴海のカネコシダ群落               | 長崎市琴海形上町         | 1983年8月30日  | 明治37年（1904年）に金子保平が佐賀県黒髪山で発見した新種のウラジロ科シダで、西九州各地で自生地が確認されている。湿度や日照など環境の激変に弱く、国の絶滅危惧種IB。琴海の自生地は面積2875平方メートルに及び、県下最大の規模を持つ。       |
| 壱岐志原のスキヤクジャク群落       | 壱岐市郷ノ浦町志原大原触 | 1956年4月6日   | 熱帯性のミズワラビ科（諸説あり）シダで、胞子のほかに根にできる小体からも繁殖する。国内では硫黄島・屋久島・的山大島・壱岐と極端に分散して自生する。国の準絶滅危惧種NT。志原は自生北限にあたり、集落に近い流水溝に群生する。               |
| 脇岬ノアサガオ群落                 | 長崎市旧野母崎町脇岬     | 1960年3月22日  | なじみ深い園芸植物アサガオの原種で、原産地は南西諸島。西海市大島町が分布の北限とされる。園芸種は一年草だが、ノアサガオは多年草。ただし低温に弱い。脇岬陸繋島先端の祇園山山頂から海岸に掛けて、南側に群落が分布している。                 |
| 多良岳せんだいそう群落             | 大村市大村市萱瀬町       | 1949年5月20日  | ユキノシタ科の多年草。仙台市にちなむ名に反して紀伊半島以西の太平洋側に自生する温帯性の植物。開花期は9～10月。多良山系に群落が2箇所確認されており、経ヶ岳と金泉寺の間に位置する断崖にある群落が指定された。                               |
| 島原のシマバライチゴ自生地         | 島原市千本木町           | 1960年3月22日  | 華南・台湾原産の野苺で、雲仙山系・多良山系に自生する絶滅危惧種IB。渋味・苦味が強く、食用には不適とされる。千本木の疎林・植林地に分布する。平成2年（1990年）からの火山活動で絶滅が危惧されたが、沈静化後の調査で無事が確認された。        |
| 岐宿町タヌキアヤメ群落             | 五島市岐宿町松山郷       | 1952年5月13日  | アヤメ科とは別種の湿地植物。日本で唯一自生するタヌキアヤメ科植物で、福江島が世界の分布北限とされる熱帯性植物。晩夏に黄色い花を咲かせる。環境の悪化にともない、岐宿でも徐々に減少傾向にある。県の絶滅危惧種IB。                           |
| 小佐々のハカマカズラ               | 佐世保市小佐々町矢岳     | 1977年1月11日  | ハマカズラはマメ科の大型つる性植物で、大木に絡みつきながら成長し、自身も幹回り40センチの太さに成長する。熱帯性で、北九十九島の下島に自生するハマカズラが九州西岸の北限地に位置する。秋に熟す種子は数珠やロザリオの材料とされてきた。     |
| 五ヶ原岳ツクシシャクナゲ群落       | 大村市五ヶ原岳一帯       | 1957年3月8日   | 「筑紫」の名のとおり、九州から紀伊半島に掛けて自生し、7弁の派手な花で園芸種も多い。多良山系には国指定の群落もあるが、県指定の群落は1キロほど西の五ヶ原岳北麓に広がる。カシ・カエデ・ナナカマドなど広葉樹林がの樹下に群落を形成している。 |
| 荒川のハマジンチョウ               | 五島市玉之浦町荒川郷     | 1954年12月21日 | 内湾の満潮線に発生する南方系の低木で、花がジンチョウゲに似るが別種である。コルク質の果実が波に乗って伝播する。九州の北限地は宇久島といわれる。荒川の群落は玉之浦湾の海岸線に20メートルほど並んでいる。                                   |
| 奈留島皺の浦のハマジンチョウ群落   | 五島市奈留町大串郷       | 1989年9月29日  | ハマジンチョウは海岸に自生するが、皺浦の群落は海から途絶した塩水潟湖の岸辺に広がる。奈留島先端の潟湖は長径100メートル、短径50メートルで、群落は湖岸に80メートル並ぶ。ハマボウやシバナなど塩湿地の植物も自生している。                    |
| 久賀島のツバキ原始林               | 五島市田ノ浦町           | 1972年5月26日  | 五島列島にはヤブツバキの自生地が多かったが、椿油の需要減少とともに伐採が進んだ。久賀島東岸1ヘクタールの指定地は自生地保護のために残された。土壌がやせているために細い木が多いが、雑木林の合間にヤブツバキが自生する。                    |
| 頓泊のカラタチ群落                 | 五島市玉之浦町丹奈郷     | 1954年12月21日 | カラタチは生垣やミカン栽培の接木として中国から輸入されたものが多く、「唐橘」が転じたものとも言われる。五島や対馬には自生地がある。福江島西岸の指定群落は海岸に近い雑木林にあり、多様な木の合間に多数の株が自生している。                 |
| 平戸古館のビロウ自生地             | 平戸市大久保町           | 1956年4月6日   | ビロウはヤシ科の高木で、福岡県沖ノ島が北限である。旧藩邸跡といわれる一帯は「古館」と呼ばれ、50本ほどのビロウを中心に民有林が形成されている。高さ10mを超える高木も見られる。ビロウ林の足元に多様な低木・草本が広がる。                    |
| 平戸口のビロウ自生地               | 平戸市田平町山内免       | 1956年4月6日   | ハクモクレンの巨木で知られる海寺跡に隣接し、野田熊野神社の境内に自生する20本あまりのビロウ林。沖ノ島をはじめ玄界灘の離島を除くと本土最北端のビロウ自生地となる。境内を含む周辺を含めると、40本あまりが確認できる。                       |
| 勝本のハイビャクシン群落           | 壱岐市勝本町東触         | 1951年7月3日   | 風の強い海岸に自生するため、匍匐成長するビャクシンの一種。園芸種は全国的に普及しているが、自生地は朝鮮半島から西九州に点在し、国の軽度懸念LC。勝本港外の辰ノ島群落は国指定で、壱岐本島北端の串山半島の群落が県指定。                     |
| 平戸市中の浦の蘇鉄群落             | 平戸市大久保町           | 1952年5月13日  | 藩政時代に平戸藩家老熊沢邸があった中の浦海岸沿いの丘陵地に60株前後のソテツが群落を形成する。旧熊沢邸を中心に500メートル連なる。敷地内に人工植樹された株も指定対象だが、敷地外の群落は自然発生したものと考えられる。                      |
| 七岳のリュウビンタイ群落           | 五島市玉之浦町荒川郷     | 1954年12月21日 | リュウビンタイは全長1メートルを超える大型シダで、県絶滅危惧II類。北限は伊豆半島。福江島最高峰の七ッ岳登山道に沿う渓流に雑木林があり、樹床の各地にリュウビンタイが自生していた。平成19年（2007年）調査では数株が残存するのみだった。      |
| 丹奈のヘゴ、リュウビンタイ混交群落 | 五島市玉之浦町丹奈郷     | 1954年4月13日  | ヘゴは高さ4メートルを超える木生シダで、県絶滅危惧IA。北限は紀伊半島・五島列島。国指定北限地から離れた雑木林に、指定当時は多数のリュウビンタイと40株のヘゴが自生していたが、平成7年（1995年）調査ではヘゴが発見できなかった。             |
| 島山島のヘゴ自生地                 | 五島市玉之浦町玉之浦郷   | 1970年1月16日  | 玉之浦湾の西岸をなす島山島中部の浅切浦の雑木林に数本のヘゴが自生している。高さ7メートルを超える巨木も見出せたが、指定時の段階で若木・幼木の発生が確認できなかった。西海国立公園保全計画の中でも重要拠点として保護が進められる。          |
| 奈良尾のヘゴ自生地                 | 新上五島町奈良尾郷       | 1966年4月18日  | 昭和初期に遠足中の小学生が発見した若木の群落で、大正15年（1926年）に国指定天然記念物となった玉之浦の北限地を更新した。発見当時の樹高は3メートル程度。福江島のヘゴが壊滅に近い状態のため、保護が急務になっている。                        |

#### 樹叢
国指定の樹叢は多彩である。雲仙の普賢岳紅葉樹林は紅葉の名所である。雲仙温泉の原生沼沼野植物群落は湿地植物が見られる。島原半島先端の岩戸山樹叢は断崖の群落も見られる。諫早市城山暖地性樹叢はヒゼンマユミ発見地。平戸瀬戸の黒子島原始林は亜熱帯植物が自生する。平戸礫岩の岩石地植物群落は朝鮮系植物が多い。奈留島権現山樹叢にはかつて大型シダのオオタニワタリが見られた。壱岐の辰の島海浜植物群落はハイビャクシンの大群落がある。対馬下島の龍良山原始林は100haにも及ぶ原生林。同じく下島の洲藻白岳原始林は日本系と朝鮮系が混生する。
| 名称                         | 位置                   | 指定日                    | 解説 |
| ---------------------------- | ---------------------- | ------------------------- | --- |
| 弁天山樹叢                   | 長崎市脇岬町           | 1960年3月22日             | 脇岬陸繋島は南端の祇園山と東岸の弁天山に連なり、弁天山全体が保安林として保護され、樹叢が発達する。モクタチバナが優占種で、アコウがアクセントになり、多様な広葉樹が覆う。樹下にはハカマカズラなどのカズラ、シダ、ランが発達する。                         |
| 川原大池樹林                 | 長崎市宮崎町           | 1978年8月22日             | 大池は橘湾から砂州で切り離された潟湖である。砂州上が指定地の樹林で、ホルトノキ・クスノキ・ムクノキなどの広葉樹林が広がる。低木ハマナツメの北限地にあたり、水辺にはヨシ・ガマなどの湿地草本が群生する。                                                   |
| 玖島崎樹叢                   | 大村市玖島             | 1974年3月5日              | 大村城二の丸・三の丸跡に繁茂する。スダジイやムクノキ・クスノキの巨木をはじめとする広葉樹が優占し、低木はミミズバイやカンザブロウノキなどハイノキ科が発達する。絶滅危惧I類高木のヒゼンマユミも、発見地の諫早市城山同様に見出せる。                        |
| 深江町諏訪神社の社叢         | 南島原市深江町丁       | 1982年7月22日             | 諏訪神社は深江の氏神で、水田と集落の中に位置する。境内北西部の社叢が発達し、特に巨木が目立つ。7本のクスノキの中には目通り幹回り6メートルを超えるものもある。幹回り2メートルを超えるチシャノキやハリギリは貴重である。                                    |
| 志自岐神社地の宮、沖の宮社叢 | 平戸市野子町           | 1974年3月5日              | 平戸本島海岸に広がる地の宮社叢と対岸の沖ノ島全体を占める沖の宮社叢からなる。地の宮社叢樹高20メートルを超えるスダジイ・タブノキ・クスノキを主にし、樹下に多様な低木が自生する。沖の宮社叢は海岸部にハマユウなど海浜植物が発達する。                       |
| 平戸の沖の島樹叢             | 平戸市紐差町           | 1976年2月24日             | 沖の島は木ヶ津湾内の小島で、干潮時には砂州伝いに平戸島から渡れる。典型的な低地の照葉樹林で、スダジイ・ホルトノキなどの常緑樹が優占し、ヤブツバキ・クチナシなどが混生する。樹下にはカズラやツタ・ランなどの低木・草本が繁茂する。                         |
| 福島町の今山神社社叢         | 松浦市福島町里免       | 1979年4月27日             | 福島は溶岩台地地形で、社叢は北部の丘陵上に広がる。樹高15メートルを超えるスダジイ・タブノキ・アラカシなどが優占種。その合間にヤブツバキ・クロキ・オガタマノキなどの常緑樹が混生する。低木・草本はヤブコウジ・キッコウハグマ・カズラが挙げられる。         |
| 吉井町の吉田大明神社叢       | 佐世保市吉井町上吉田   | 1974年4月9日              | 五蔵岳北麓の急斜面に広がる社叢。イスノキ・タブノキ・ヤブニッケイ・ムクノキなど広葉樹が優占する。特徴的なのが幹回り150センチを超えるイロハモミジが数本アクセントになっている点である。樹下にはキチジョウソウ・オオバノハチジョウシダなどがある。          |
| 世知原の大山祇神社社叢       | 佐世保市世知原町開作   | 1972年2月4日              | 佐々谷南岸、北向きの斜面地に広がる社叢。伐採と針葉樹植樹で県北から失われつつあるスダジイ優占種の広葉樹林である。タブノキ・ムクノキも主木に属し、イロハカエデやヤブツバキが混じる。希少種ナガサキシダも発見され、ササやカズラが下草となる。               |
| 大立島の植物群落             | 西海市崎戸町           | 2016年2月18日             | 本土と五島列島の中間に浮かぶ無人島であるため、手つかずの原生林が残っている。本土や有人島では伐採で多くが失われたスダジイやタブノキが優占種で、直径1mを超える巨木が多い。ほぼ極相林で、陽樹の侵入した形跡もほとんど見られない。                           |
| 白鳥神社社叢                 | 五島市玉之浦町玉之浦郷 | 1977年1月11日             | 福江島の南西端、玉之浦湾に突き出した半島丘陵に広がる。樹高20メートルを超えるスダジイ・タブノキ・カゴノキ・クスノキが優占し、中低木層にヤブツバキ・モクタチバナ・ヤツデなどが混じる。温暖なため、下草に各種のカズラ・ランがよく発達する。                 |
| 巌立神社社叢                 | 五島市岐宿町岐宿郷     | 1970年6月9日              | 岐宿の平坦な耕地の中に残された社叢。南北に長い長円形の土地で、社殿の西側から北側にかけて社叢が広がる。シイノキとオガタマノキの大木が多く、エノキ・ヤマザクラなどの高木が混じる。細いながらもナタオレノキの数が多い点も特徴である。                       |
| 五島八朔鼻の海岸植物         | 五島市岐宿町岐宿字榎津 | 2013年（平成25年）10月4日 | 八朔鼻は岐宿の北端に突き出した陸繋島と砂州からなる。波打ち際のハマゴウ・ハマオモト群落からオニヤブソテツ低木群まで、県内で採集できる海岸植物の3分の1の種が生息している。さらに対馬海流によって漂着した南方の植物も散見できる。                           |
| 船廻神社社叢                 | 五島市奈留町船廻郷     | 1956年4月6日              | 奈留島中央部に切れ込んだ船廻湾奥の海岸に広がる社叢。アコウやサツマサンキライ、ホルトノキ、モクタチバナなどの南方系・暖地性の巨木が多い。特にナタオレノキには幹周り1メートルを超えるものが多く、3メートル級も2本確認できる。                              |
| 壱岐の鏡岳神社社叢           | 壱岐市郷ノ浦町初山東触 | 1973年9月4日              | 壱岐島南端にあたる海豚鼻の半島から垂直に東へ突き出した鏡岳鼻の半島全体が社叢。スダジイを優占種とする照葉樹林で、樹下にトベラ・ネズミモチ・ハマビワなどの低木が繁茂する。ギョクシンカの北限地で、過去には希少種のシロシャクジョウが発見されたこともある。 |
| 壱岐白沙八幡神社社叢         | 壱岐市石田町筒城仲触   | 1968年12月23日            | 壱岐空港北方の低地に広がる社叢。伐採を免れた貴重な低地の森林。スダジイが優占し、ヤブニッケイ・タブノキ・ホルトノキなどの高木が繁茂する。低木にはヤブツバキ・クチナシ・ヒサカキなど、下草にはホソバカナワラビ・ツワブキなどが繁茂する。                   |
| 豊玉の和多都美神社社叢       | 対馬市豊玉町仁位       | 1976年2月24日             | 浅茅湾の北奥に近い。スダジイ・ウラジロガシをはじめとする照葉樹にケヤキ・ハリギリ・イロハモミジなどが混じる。下草にはコバノカナワラビ・や各種カズラが繁茂する。大陸系のオオチョウジガマズミやケイリンギボウシが特有の植物である。                         |
| 対馬海神神社の社叢           | 対馬市峰町木坂         | 1975年9月2日              | 上島の西海岸近くに位置する丘陵斜面の社叢。スダジイとウラジロガシを主木とし、クロマツやケヤキ、ヤマハゼが混じる。大陸系のノグルミやコバノチョウセンエノキが特徴的。下草にはホソバカナワラビやテイカカズラ・ベニシダなどが繁茂する。                       |

#### 地質
| 名称                         | 位置                       | 指定日         | 解説 |
| ---------------------------- | -------------------------- | -------------- | --- |
| 長崎市小ヶ倉の褶曲地層       | 長崎市小ヶ倉団地           | 1963年7月23日  | 小ヶ倉団地に露出する中生代白亜紀末期の地層。昭和37年（1962年）、小ヶ倉海岸埋立工事用の採石中に発見された。横からの圧力で横臥褶曲し、地層が逆転している。砂岩は圧力で亀裂が生じ、方解石脈が侵入する。砂岩に挟まれた泥岩は摩擦で磨かれている。                        |
| 三重海岸変成鉱物の産地       | 長崎市三重町               | 1978年3月31日  | 中生代白亜紀末期の造山運動によって、西彼杵の堆積岩は結晶片岩を中心とする変成岩に変わった。一帯の変成岩は「西彼杵変成岩類」と呼ばれ、三重の露頭では多様な変成鉱物が見出せるが、特に世界的な分布に偏りのあるヒスイ輝石の発見は注目された。                            |
| 野母崎の変はんれい岩露出地   | 長崎市野母崎町黒浜・以下宿 | 1994年2月28日  | 古生代オルドビス紀に形成された深成岩の斑れい岩が、白亜紀の造山運動で野母崎の地表まで押し出されたもの。熱と圧力で変成している。以下宿の海岸に屹立する「夫婦岩」と黒浜の断崖から迫り出した「綱掛岩」が変斑れい岩の代表的な例である。                                  |
| 茂木植物化石層               | 長崎市茂木町               | 1979年7月27日  | 茂木港北岸に露出する新生代第三紀鮮新世の地層。植物化石が豊富で、ブナを中心とする温帯性落葉広葉樹林の痕跡と考えられる。明治12年（1879年）、北極海横断探検の帰途に立ち寄ったアドルフ・エリク・ノルデンショルドも発掘調査を行っている。                                |
| 壱岐のステゴドン象化石産出地 | 壱岐市勝本町立石西触       | 1977年7月29日  | 六郎瀬鼻海岸に露出した鮮新世～第四紀更新世の地層。火山活動が始まって壱岐が玄武岩の溶岩台地に覆われる前の堆積岩層である。昭和46年（1971年）、中学教師がステゴドン化石を発掘して注目を浴びた。化石に続いて地層も指定された。                                          |
| 壱岐長者原化石層             | 壱岐市芦辺町諸吉本村触     | 1976年2月24日  | 長者原崎に露出した新生代第三紀中新世の地層。植物や昆虫の化石を多く含む珪藻土地層で、浅い淡水の痕跡と考えられる。大正8年（1919年）、デイビッド・スター・ジョーダンが新種のコイ科淡水魚化石イキウス・ニッポニクスを発掘した。のちに日本や中国で大量に発掘されている。 |
| 小佐々野島の淡水貝化石含有層 | 佐世保市小佐々町楠泊       | 1978年3月31日  | 北九十九島の野島に露出する新生代第三紀中新世の地層。ガマノセガイやタニシなどが生息した亜熱帯～温帯の淡水の痕跡と考えられる。昭和9年（1934年）、上治寅次郎が調査・報告し「野島化石群」の名称で知られるようになった。                                                 |
| 漣痕                         | 五島市三井楽町浜の畔郷     | 1959年1月9日   | 新生代第三紀中新世に完成した五島層群は福江島を構成する。島の北西側、白良ヶ浜の道路改修工事で波の跡が写った5メートル四方の露頭が発見された。砂岩が軟弱で磨耗が早い。波頭が前傾していることから、一方向の流れによって形成される流成漣痕と推測される。                 |
| 福江椎木山の漣痕             | 五島市平蔵町               | 1967年9月8日   | 白良ヶ浜漣痕とは東西に線対称の位置、五島層群の北東側に露出している波の跡。波高2～3センチの波が約8センチ周期で並び、高さ10メートル・幅20メートルの崖にちりめん状の模様を作る。波の形から、波が寄せて返す浅い水底でできた波成漣痕と推測される。                       |
| 千尋藻の漣痕                 | 対馬市豊玉町千尋藻         | 1966年5月26日  | 新生代第三紀中新世に完成した対州層群は対馬島を構成する。対州層群の漣痕露頭は多いが、昭和27年（1952年）に台風被害で崩落した千尋藻の崖は最大級。波頭が前傾した流成漣痕で、覆い被さる漣痕と波に抉られる底痕が泥岩層に写し出されている。                                |
| 脇岬のビーチロック           | 長崎市野母崎町脇岬         | 1994年2月28日  | 脇岬陸繋島の砂州西岸の干潮線に露出する新生代第四紀完新世の地層で、6000年前に完成したと推測される。砂礫が石灰質泥で固着したものをいい、珊瑚礁でよく発達する。珊瑚礁地帯ではないのに2.4haもの広さがあり、本土最北端である点が注目される。                             |
| 寺島玉石甌穴                 | 佐世保市宇久町寺島郷       | 1970年6月9日   | 宇久島沖の寺島北岸に見られる海成甌穴。干潮線上の玄武岩地盤に50センチ超の玉石が穴を抉り、甌穴を形成している。岩盤の亀裂に形成され、口径は長径92センチ・短径73センチ。亀裂の底から深さ55センチ、亀裂の頂上からは188センチの深さがある。                               |
| 喜内瀬川甌穴群               | 松浦市福島町喜内瀬免       | 1972年8月15日  | 福島東部の小川の川床に見られる河成甌穴。亀裂の多い粗粒玄武岩の川床に詰まった岩によって、口径5～30センチの小型甌穴が100個以上形成されている。本土の佐々川や相浦川が護岸工事で甌穴を失っているのに対し、数少ない河成甌穴として貴重である。                            |
| 串ノ浜岩脈                   | 佐世保市黒島町             | 1998年2月18日  | 黒島は砂岩・粘板岩質の深月層群の上に、新生代第三紀中新世の火山活動でできた溶岩台地である。岩脈は深月層群に玄武岩質溶岩が貫入してできた。黒島西端の干潮線に幅1.5～2メートルの3列の貫入層が露出し、50～120メートルの長さに及ぶ。                                      |
| 櫃崎岩脈                     | 松浦市福島町浅谷免         | 1979年4月27日  | 福島は松浦半島全域に広がる佐世保層群の上に玄武岩質溶岩台地が覆いかぶさった島である。北岸の櫃崎干潮線に1本の岩脈が幅70センチ・長さ30メートル走る。岩脈の終点に10メートル超の玄武岩塊があり、漏斗状の岩脈に取り囲まれているのが特異点である。                         |
| 弁天島岩脈                   | 松浦市福島町里免           | 1961年11月24日 | 弁天島は福島沖の小島で、新生代第三紀中新世に堆積した佐世保層群を覆った玄武岩質溶岩地形である。東岸の干潮線と沖合の黒瀬岩礁に岩脈が形成され、佐世保層群の砂岩に貫入した玄武岩が断続的に見られ、黒瀬の岩脈と一体のものと見られている。                                |
| 初瀬の岩脈                   | 壱岐市郷ノ浦町初山東触     | 1966年9月30日  | 壱岐島も第四期に火山活動が始まった溶岩台地だが、本土の堆積岩貫入岩脈と違い、初期活動の安山岩や流紋岩に玄武岩が貫入している。流紋岩が安山岩を抱き込んだり、玄武岩が流紋岩の隙間を埋めたり、多様に混合している。境界線では鉱物が熱変成している。                      |
| 古路島の岩頸                 | 小値賀町古路島             | 1954年12月21日 | 古路島は小値賀島南西沖の小島で、小値賀火山島群に属する。岩頸とは噴火口内で凝固した溶岩のことで、山体が失われると表面に現れる。西岸の断崖は噴火口まで侵食が到達し、Y字に凝固した幅3メートル・高さ12メートルの岩頸が露出している。                                    |
| 富江溶岩トンネル「井坑」     | 五島市富江町岳郷           | 1957年3月8日   | 福江島南端の富江半島溶岩台地で、多数の溶岩トンネルがある。溶岩が冷却する途中でガスが噴出した痕跡である。井坑は最大のトンネルで、水没地点まで400メートルに達する。坑口付近40メートルが先史時代までに崩落し、坑内も落石のため立入禁止である。                         |
| 黄島溶岩トンネル             | 五島市黄島町               | 1964年10月16日 | 福江島南方沖の黄島は、溶岩流の地盤に噴石丘が乗った火山島である。東岸から南岸にかけて玄武岩質の溶岩流が断崖となって露出しており、一角に全長131メートルの溶岩トンネルが開く。流痕や鍾乳石のできた洞内は高さ1～7メートル、幅2～5メートルと変化に富む。                 |
| 生月町塩俵断崖の柱状節理     | 平戸市生月町壱部免         | 1989年9月29日  | 生月島北西岸に形成された南北500メートル・高さ20メートルの海食崖。玄武岩は冷却時の収縮によって六角柱の亀裂が生じやすい。生月島は西高東低に傾斜した溶岩台地だが、節理はほぼ垂直に屹立し、太さ60～120センチの六角柱が並ぶほか、板状節理も形成する。                    |
| 大島巨大火山弾産地           | 小値賀町大島郷             | 1954年12月21日 | 溶岩が噴火で飛散し、空中を飛びながら冷却されて形成される火山砕屑物のうち、粒径65ミリを超えるものをいう。小値賀火山島群の大島西岸には1メートル超の火山弾が多数落下しており、小値賀小学校大島分校正門や共同墓地石碑などにも使われている。                             |
| 鬼岳火山涙産地               | 五島市上大津町             | 1954年12月21日 | 火山涙は粒径10ミリ程度の火山粉屑物で、福江島東部には鬼岳をはじめ火山涙・火山弾が降り積もって形成された噴石丘が並ぶ。主峰の鬼岳は標高315メートルに達し、山体のほとんどが堆積した噴石である。火口内に紡錘形や粒状の火山涙が多数散らばっている。                       |
| 嵯峨島火山海食崖             | 五島市三井楽町嵯峨島       | 1959年5月19日  | 福江島西方沖の嵯峨島西岸は、島の南北に位置する男岳と女岳の稜線が浸食された海食崖となっている。2つの山は噴石丘で、海食崖からは砕屑物の層や溶岩の貫入が露頭となって現れている。南端のモグリ瀬には初期噴出物の凝灰角礫岩が露出する。                                   |
| 新魚目曽根火山赤ダキ断崖     | 新上五島町曽根郷           | 1978年3月31日  | 曽根山は標高144メートルの山で、番岳の南麓に噴出して積み上がった玄武岩質噴石丘。曽根の集落に面した南麓が侵食されて「赤ダキ断崖」と呼ばれる露頭が見える。下層ほど粒子が細かく、逆に上層ほど粗く、凝灰岩から火山弾へと遷移する様子が見て取れる。                       |

第三紀の堆積岩層に第四紀の溶岩台地が乗る長崎県の地形は、古さよりも奇岩奇勝の特異性に特化している。国指定天然記念物は西海市の七釜鍾乳洞と小値賀島の斑島玉石甌穴がある。

#### 島嶼
| 名称   | 位置           | 指定日        | 解説 |
| ------ | -------------- | ------------- | --- |
| 美良島 | 小値賀町美良島 | 1993年2月24日 | 小値賀本島西方沖15キロの無人島。小値賀火山島群が五島層群を覆った、層群露頭が海食崖から見出せる。ハイビャクシン自生南限地で、絶滅危惧種ヒゴタイ・ハマトラノオの自生やオオミズナギドリの生息が確認され、希少生物の住処となっている。 |

植物群落や動物生息地としての自然環境が整い、あるいは地質学上特筆すべき島嶼として国の天然記念物に指定されている島嶼は、平戸島西方沖の阿値賀島と福江島南西沖の男女群島がある。

## 2001年以降の指定解除
| 名称                            | 位置                                          | 指定日                                             | 解説 |
| ------------------------------- | --------------------------------------------- | -------------------------------------------------- | --- |
| 頭ヶ島天主堂                    | 新上五島町友住郷                              | 1991年3月29日                                      | 旧重要文化財（建築物）（2001年11月14日、国指定重要文化財に移行し指定解除）。大正6年（1917年）、鉄川与助の設計施工で落成した。西日本で唯一、基礎構造物が石造で構成された教会で、壁面はルスティカ積み、玄関部はアーチ構造。軒下にロンバルド帯を巡らしたロマネスク様式を取る。                                                                                       |
| 大野教会堂                      | 長崎市下大野町                                | 1972年2月4日                                       | 旧重要文化財（建築物）（2008年6月9日、国指定重要文化財に移行し指定解除）。明治26年（1893年）、ド・ロ神父設計・監督のもと落成した。石積み部分の目地止めにド・ロが独自に現地の材料を調合したモルタルを用いた通称「ド・ロ壁」が用いられている。コンパクトな堂宇にするため、列柱を省略し、棹縁天井構造を取る。                                                        |
| 江上天主堂                      | 五島市奈留町大串郷                            | 2002年2月26日                                      | 旧重要文化財（建築物）（2008年6月9日、国指定重要文化財に移行し指定解除）。大正6年（1917年）、鉄川与助の設計施工で落成した。奈留島西端の大串には外海キリシタンが僅かに入植しており、大正期には珍しく全木造の簡素な教会堂として建立された。五島によく見られるロマネスク様式の堂宇である。                                                                           |
| 清水寺本堂                      | 長崎市鍛冶屋町 清水寺                         | 1982年1月25日                                      | 旧重要文化財（建築物）（2010年12月24日、国指定重要文化財に移行し指定解除）。華僑の何高材が寄進して寛文8年（1668年）に改築されたと言われる。元来は黄檗宗ではなく、京都清水寺と同じく北法相宗だが、黄檗様式の建築技巧が用いられている。観音菩薩に航海安全を祈願した華僑の風習による折衷と推測される。                                                               |
| 出津教会堂                      | 長崎市西出津町                                | 1972年2月4日                                       | 旧重要文化財（建築物）（2011年11月29日、国指定重要文化財に移行し指定解除）。明治15年（1882年）、ド・ロ神父設計・監督のもと落成した。明治42年（1909年）に玄関と鐘塔を増築したため、前端に鐘塔、後端に装飾塔を持つ双塔の特異な姿となった。数少ない平天井教会で、石・煉瓦や木板・和瓦を用いた和洋折衷型。                                                            |
| 聖福寺 大雄宝殿・天王殿・山門   | 長崎市玉園町 聖福寺                           | 1961年11月24日                                     | 旧重要文化財（建築物）（2014年9月18日、国指定重要文化財「聖福寺4棟 大雄宝殿・天王殿・山門」に移行し指定解除）。「三福寺」の聖福寺は、主要建造物が一括指定されている。長崎奉行らの寄進で開山し、堺の匠が建築したため、唐風の影響が少ない。大雄宝殿は正徳5年（1715年）再建・天王殿は宝永2年（1705年）上棟・山門は元禄16年（1713年）上棟。                           |
| 聖福寺鐘楼                      | 長崎市玉園町 聖福寺                           | 2014年3月25日                                      | 旧重要文化財（建築物）（2014年9月18日、国指定重要文化財「聖福寺4棟 大雄宝殿・天王殿・山門」に移行し指定解除）。鐘楼は天王殿と同じく宝永2年（1705年）に着手され、享保元年（1716年）には完成していたと見られる県内最古の鐘楼である。文化財県指定は大きく遅れ、県指定からわずか半年で上述の3棟とともに国指定重文へと昇格した。                                       |
| 長松寺の高麗版大般若経          | 対馬市厳原町今屋敷 長崎県立対馬歴史民俗資料館 | 1985年2月27日                                      | 旧重要文化財（典籍）（2011年6月27日、国指定重要文化財「高麗版大般若経 附 補写経並版経」に移行し指定解除）。高麗王8代顕宗が発願し、11代文宗時代に出版された「高麗初雕大蔵経」のうち、若干の欠落がある517巻ぶんの折本。対馬に伝来した時期は不明で、一部盗難の末に韓国国宝となった安国寺本（国指定重文）と同じ版と考えられる。本場韓国でも初雕大蔵経は希少とされる。 |
| 山鹿文庫                        | 平戸市岩ノ上町 積徳堂（山鹿文庫）             | 1980年10月24日                                     | 旧重要文化財（典籍）（2009年4月3日、東京の研究機関に寄贈され県外流出したため指定解除）。平戸藩初代藩主松浦鎮信に招かれた山鹿素行の自著・蔵書群。国指定重文「山鹿素行著述稿本類」55種を除く膨大な資料群で、個人的な読書録や便覧、本業の兵法書のほか、平安古典の注釈本など多彩な内容で、素行研究の基礎資料である。                                                  |
| 白磁手ロクロ                    | 波佐見町井石郷                                | 1997年2月20日                                      | 旧無形文化財（2002年9月24日、保持者逝去のため指定解除）。田澤大助が保持する波佐見焼の成型技巧。機械動力を用いない人力の手轆轤を用いた技術に長け、機械動力轆轤成型の指導者でもある。波佐見焼職工としては初めての県無形文化財である。 |
| 献上唐子焼                      | 佐世保市三川内町                              | 1960年7月13日                                      | 旧無形文化財（2005年1月4日、保持者逝去のため指定解除）。中里時夫（2代雅松）が保持する三川内焼の彩色技巧。三川内焼を代表する「胡蝶を追い遊ぶ唐子」をモチーフとした呉須一色の文様である。シール・テンプレートによる量産品にはない表情の描き分けには熟練を要する。                                                                                                   |
| 白磁透かし彫り                  | 佐世保市三川内本町                            | 1997年2月20日                                      | 旧無形文化財（2012年2月2日、保持者逝去のため指定解除）。福本正則（14代玉泉）が保持する三川内焼の装飾技巧。成型した生地が生乾きのうちに刀を入れ、格子や窓を切り出す技巧で、壷や灯篭など大物を倒壊せず完成させるには、手際の速さとバランス感覚が要求される。 |
| 轆轤成形                        | 波佐見町皿山郷                                | 2009年4月3日                                       | 旧無形文化財（2013年12月、保持者逝去のため指定解除）。中村平三が保持する磁器成型技巧。波佐見焼は日用食器の大量生産に特化した伝統産業である。轆轤成型は大量生産に欠かせない技巧で、スピードとともに、品質・規格を均等に揃える正確さを旨とする。保持者は伝統工芸士として後継者の指導を行っている。                                                                  |
| 木原刷毛目                      | 佐世保市木原町                                | 1975年3月4日                                       | 旧無形文化財（2016年2月7日、保持者逝去のため指定解除）。横石陞治（13代臥牛）が保持する復興現川焼の彩色技巧。白磁に呉須絵付の三川内焼の本場ながら、先代が復興した赤土に多色彩色の現川焼を継承する。刷毛塗りの多様な文様の地色に細かな意匠の絵付けが施される。 |
| 木原刷毛目                      | 佐世保市木原町                                | 2018年3月29日                                      | 旧無形文化財（2018年7月26日、保持者逝去のため指定解除）。横石嘉佶（14代臥牛）が保持する復興現川焼の彩色技巧。先々代が復興した赤土に多色彩色の現川焼を継承する。刷毛塗りの多様な文様の地色に細かな意匠の絵付けが施されるが、指定後わずか4ヵ月で逝去。。 |
| 上五島神楽                      | 新上五島町の旧上五島町・新魚目町域            | 1981年3月27日                                      | 旧無形民俗文化財（2016年3月2日、国指定重要無形民俗文化財「五島神楽」に移行し指定解除）。10～11月の秋祭りで披露され、秋冬の豊漁祈願の意味合いがある。旧富江領9か村で起こり、本土の流麗な舞と一線を画す五島特有の律動的な舞である。9か村個別の伝承が難しくなり、稽古は総合で行われる。またかつての神楽48番から30番へと大幅に縮小されている。                        |
| 豊臣秀吉キリシタン禁制定書 一通 | 平戸市鏡川町 松浦史料博物館                   | 1968年4月23日                                      | 旧有形文化財（書籍）（2011年9月16日、新指定文化財「松浦文書」に統合し単独指定解除）。天正15年（1587年）旧暦6月19日に豊臣秀吉が発した「バテレン追放令」の原書。布教禁止・宣教師追放・交易継続を骨子とする五箇条が記録されている。同じ禁教令の伊勢神宮所蔵十一箇条の覚書と内容に相違点があり、様々な議論を呼んでいる。                                              |
| 鬼の窟古墳                      | 壱岐市芦辺町国分本村触                        | 1961年11月24日                                     | 旧史跡（2009年2月12日、国指定史跡「壱岐古墳群」に編入し指定解除）。直径45メートルの壱岐最大の円墳。羨道を含めた全長は16メートル、玄室の高さ・幅は3.5メートルと広い。墳丘の精密調査は実施されていないため、形状の細部は明らかになっておらず、濠があった可能性も取り沙汰されている。                                                                                |
| ツシマジカ生息地                | 対馬市美津島町 尾崎半島                       | 1966年9月30日「対馬のシカ」・1983年3月25日名義変更 | 旧天然記念物（2004年3月31日、増殖による絶滅危惧回避のため指定解除）。平戸のニホンジカと逆に、個体数の増加による林業被害に対抗できる駆除地域と完全保護ができる地域を線引きするために、尾崎半島西岸300haが保護区に設定された。昭和51年（1976年）にニホンジカと別種であることが判明したために名義変更された。                                                        |

## 参考資料
- 長崎県の文化財（長崎県教育委員会）[リンク切れ]
- 長崎県の文化財（長崎県学芸文化課）
- 五島福江島の希少なシダ植物ヘゴとリュウビンタイ[リンク切れ]
- 「山鹿文庫」の指定解除について[リンク切れ]
- 「白磁手ロクロ」の指定解除について
- 「献上唐子焼」の指定解除について[リンク切れ]
- 「ツシマジカ生息地」の指定解除について[リンク切れ]